# Evolution (Begriff)

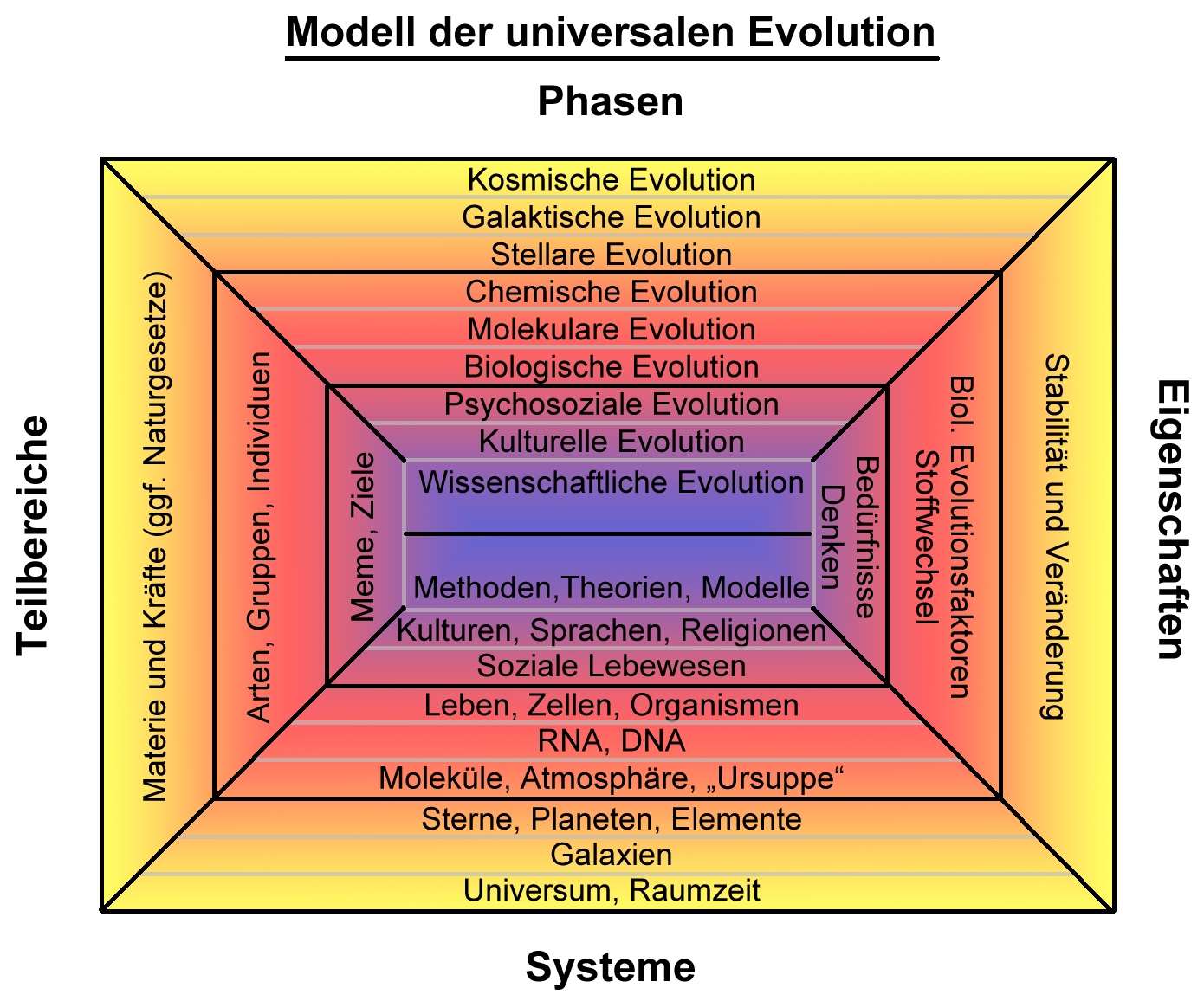
Evolution im Sinne eines universalen Prozesses

Der Begriff Evolution (von lateinisch evolvere „herausrollen“, „auswickeln“, „entwickeln“) bezieht sich im weiten Sinne auf Formen langfristiger Entwicklungen komplexer Systeme, die zu größerer Vielfalt und neuen, vorher nicht existenten Phänomenen (Emergenz) führen.
Im allgemeinen Sprachgebrauch ist Evolution
- in erster Linie die biologische Evolution: Die von Generation zu Generation stattfindende allmähliche Veränderung organischer Strukturen durch Anpassung, auch Höherentwicklung[3]
- (bildungssprachlich) eine langsame und kontinuierlich fortschreitende Entwicklung in langfristigen, geschichtlichen Zusammenhängen.[4][5][6]

Fachsprachlich wird der Begriff heute nicht nur in der Biologie verwendet, sondern ebenso in den anderen Naturwissenschaften einschließlich der Anthropologie sowie in einigen Geistes- und interdisziplinären Wissenschaften bis hin zur Idee einer Allgemeinen oder Universalen Evolutionstheorie.

## Definitionen
Der Begriff hat mehrere Bedeutungen, wobei es möglicherweise eine generische überlappende Bedeutung gibt, von der die einzelnen vom jeweiligen Kontext des Diskurses abhängige Variationen darstellen. Die aktuell vorliegenden Definitionen reichen von extremen Verkürzungen (siehe Einleitung) bis zu sehr detaillierten Beschreibungen. Schnittmenge aus den übereinstimmenden Merkmalen der detaillierteren Definitionen in den verschiedenen Wissenschaften:
- Evolution ist eine fortwährende Entwicklung sich selbst erschaffender meist selbst erhaltender Systeme (Autopoiesis) in bislang nicht vorhersagbaren, nicht umkehrbaren Ereignissen, die zu neuartigen und in der Regel komplexeren Strukturen führen. Da die Folgen (objektiver) Zufälle durch „Regelkreise“ oder Naturgesetze im Sinne der Selbstorganisation eine Regulation erfahren, weisen die Veränderungen eine Richtungskomponente auf.[3][12][13][14][15]

Infolgedessen ist Evolution die Entwicklung aufeinander bezogener Einzelschritte in einem Gesamtzusammenhang (Kohärenztheorie), der in Jahrmillionen durch qualitatives Wachstum – sprich: einer zunehmenden „Verfeinerung“ der Strukturen sowie Ausdifferenzierung neuer Funktionen und Möglichkeiten in Subsystemen – zu hochgradig vernetzten Komplexen Systemen geführt hat. Hierzu zählen in der Lebewelt die interspezifischen Wechselbeziehungen und die Koevolution.
Diese Beschreibung spiegelt die verbreitete Auffassung wider, den biologischen Evolutionsbegriff vorwiegend „nach oben“ (menschliche Fähigkeiten, Psyche, Kultur, Maschinen) und nur geringfügig „nach unten“ (Präbiologische Prozesse) zu erweitern.
Der Gebrauch des Wortes Evolution ist manchmal weltanschaulich geprägt, er liegt in einem Spannungsfeld zwischen Materialismus und dem Glauben an eine Schöpfung. Seine Bedeutung hat sich in der Geschichte vielfach gewandelt. Für eine übergreifende Definition finden sich nur Vorschläge.

## Etymologie

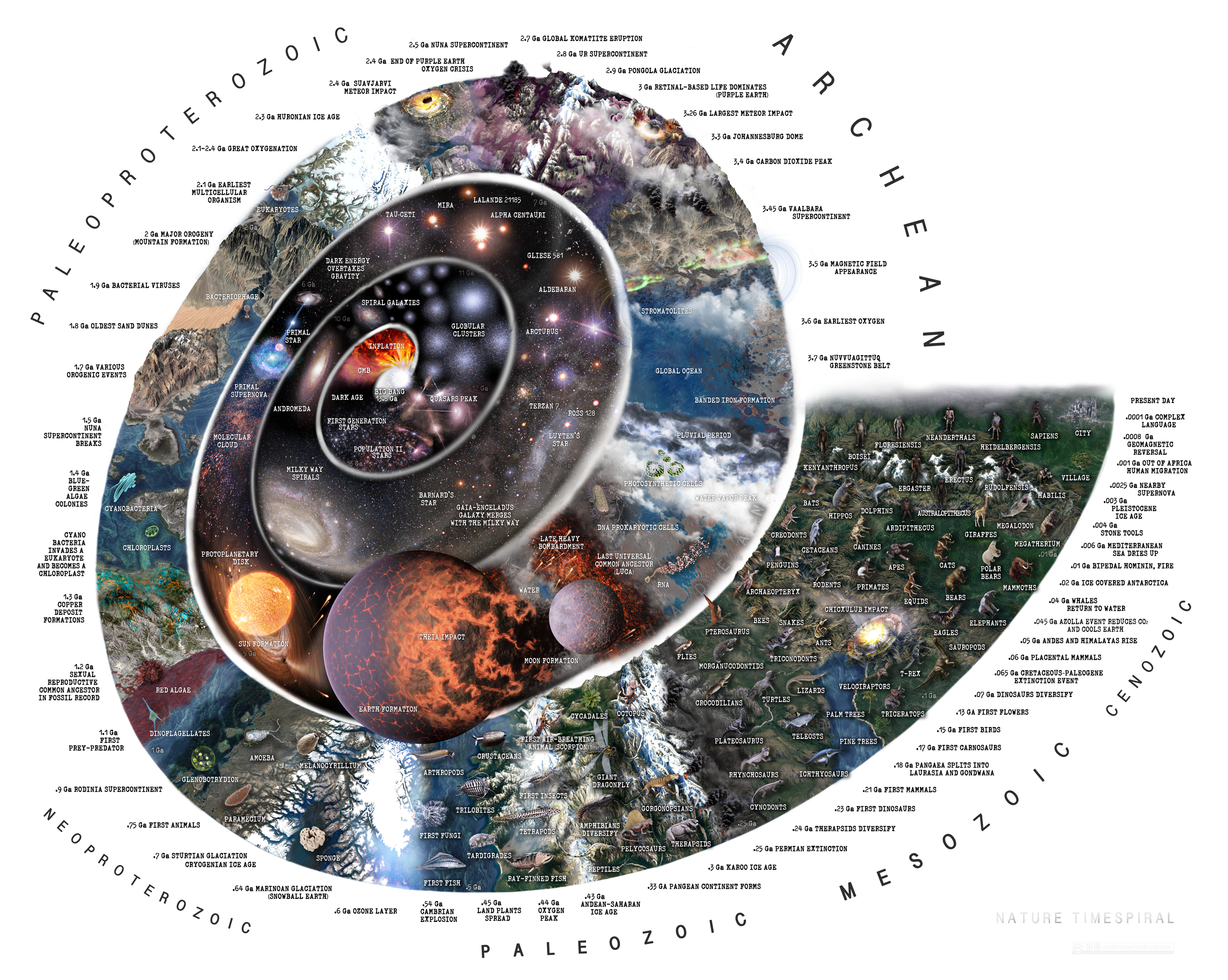
Die Geschichte des Universums wird auch als durchgehende Evolution interpretiert.

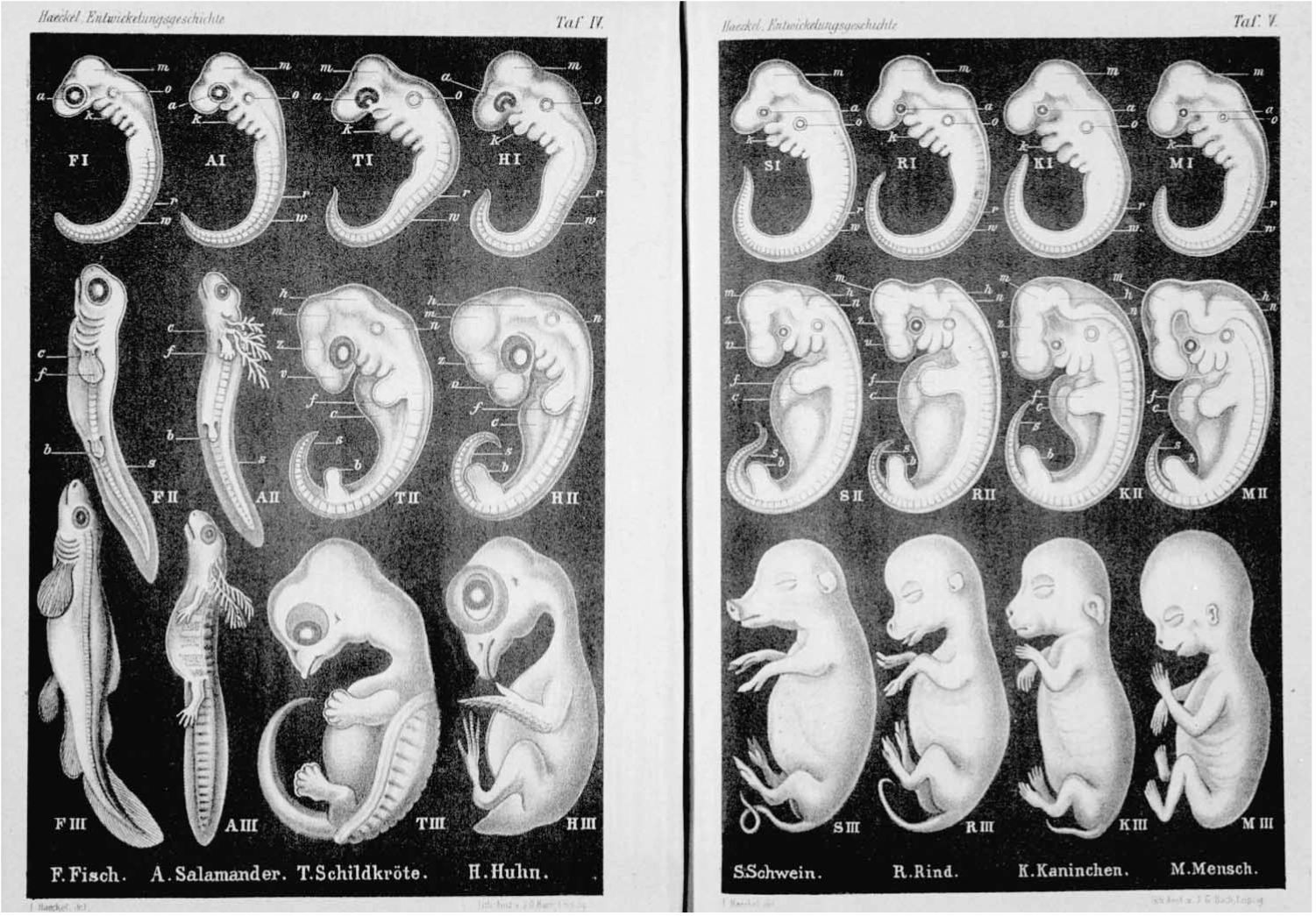
Die Ontogenese von der Zygote bis zum Neugeborenen bestimmte lange Zeit die Idee der Evolution. Die biogenetische Grundregel galt als Beweis für die Evolution, hier gezeigt an Embryonen der Wirbeltierklassen.

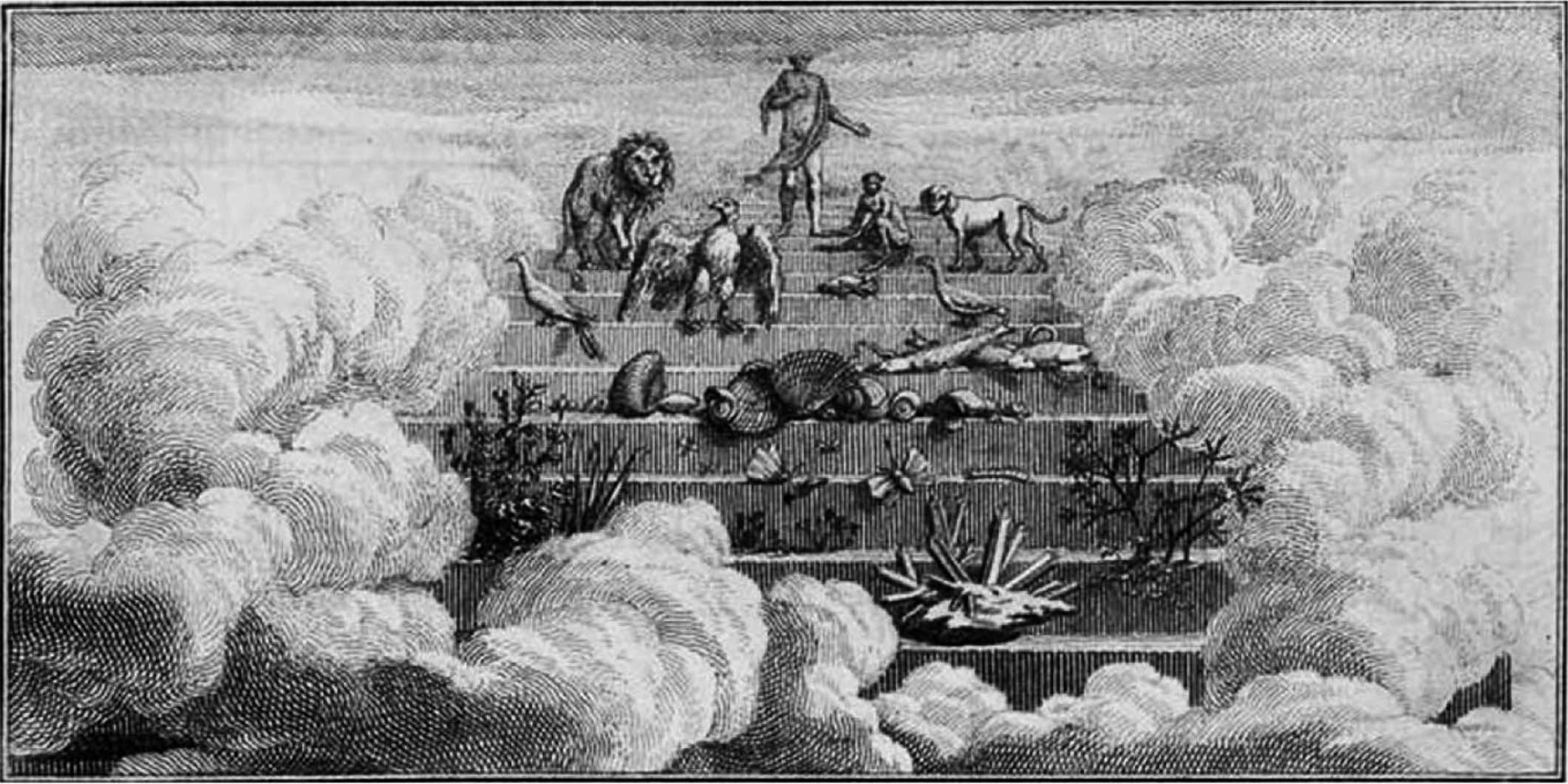
Die „Stufenleiter der Natur“ (nach Charles Bonnet 1781), lange Zeit Teil evolutionärer Vorstellungen

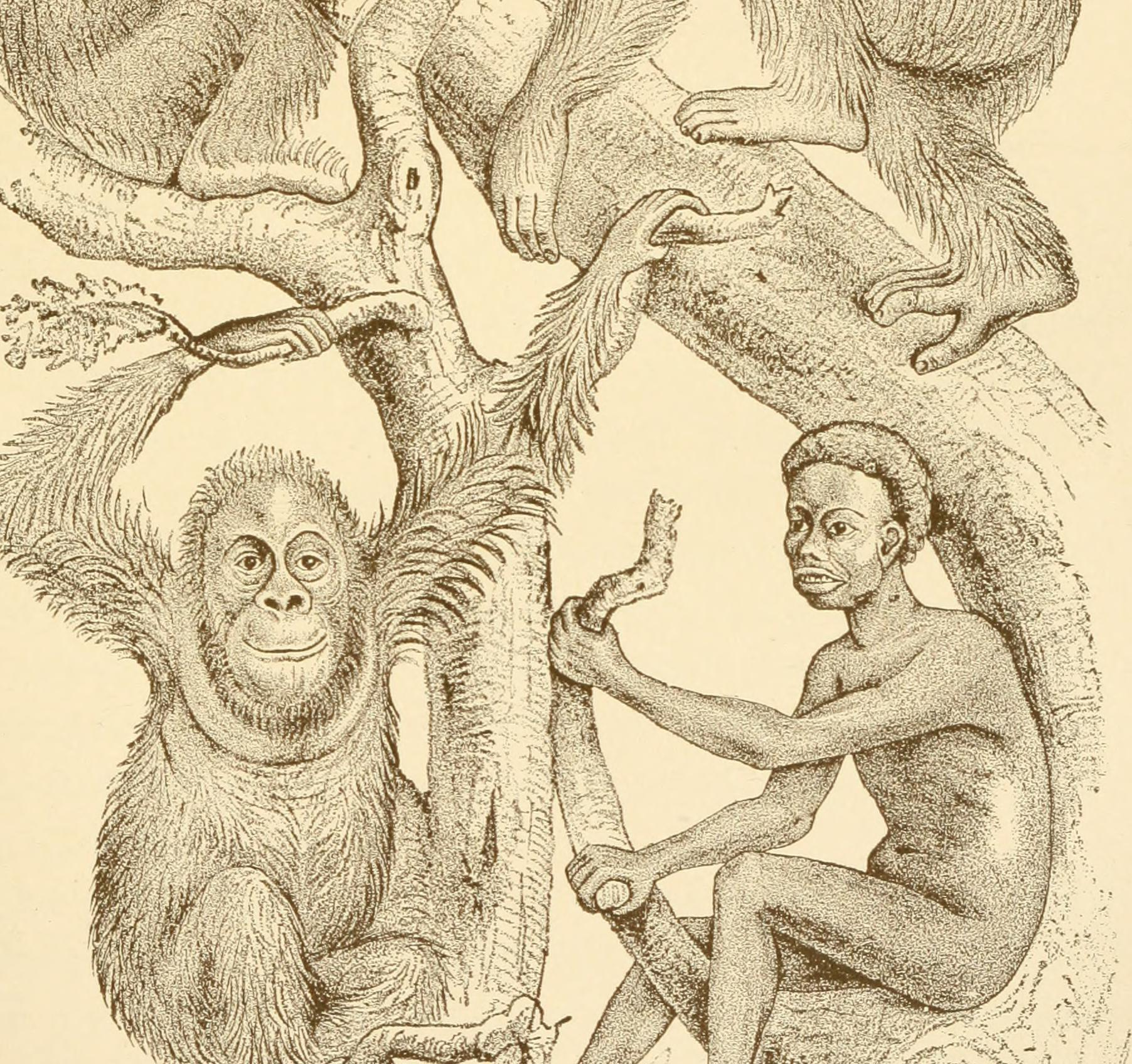
Haeckels Darstellung Evolution des Menschen von 1897 stellte schwarzafrikanische Menschen auf eine Stufe mit den Menschenaffen

Das Wort Evolution ist abgeleitet vom lateinischen Verb ēvolvere, das „hinauswälzen, enthüllen, auseinanderrollen, entwickeln“ bedeutet, sowie dem daraus abgeleiteten Substantiv ēvolūtio, womit ursprünglich das Ausrollen und Lesen einer Schriftrolle gemeint war. Etymologisch hat sich der Begriff mehrmals gewandelt: Die Form évolution findet sich in der frühen neufranzösischen Sprache als militärischer Fachbegriff, mit dem die „Exerzierbewegung eines Truppenteils oder die Veränderung des Truppenkörpers in Form und Ausdehnung“ bezeichnet wurde. Um 1700 gelangt das Wort in die Neuhochdeutsche Sprache. Als Fachbegriff der lateinischen Wissenschaftssprache des 18. Jahrhunderts ist es etwa in Mathematik, Musikwissenschaft und Biologie im Sinne von „allmählich fortschreitender Entwicklung von Zusammenhängen“ vielfach vertreten.
Besondere Bedeutung gewinnt der Begriff in der philosophischen Diskussion der Aufklärung durch die Präformationslehre, die davon ausging, dass alle Lebewesen bereits in den Keimzellen in Miniaturform voll ausgebildet vorlägen und nur noch wachsen müssten. Ab Mitte des 18. Jahrhunderts mehrten sich die Kritiken an dieser Theorie und die ersten Hypothesen zur Epigenese wurden vorgelegt, die den Begriff Evolution nun zu einer „fortschreitenden Neubildung immer komplexerer Strukturen“ in der Natur umdeuteten.
Nach Stephen Toulmin führen diese Hypothesen zu Beginn des 19. Jahrhunderts zu einer ersten umfassenden „Evolutionsidee“, die auf alle Entwicklungen im Universum – Kosmos, Materie, Leben, Mensch und Fortschritt – bezogen wurde. So sah Jean-Baptiste de Lamarck – der Begründer der ersten umfassenden biologischen Evolutionstheorie – und viele seiner Zeitgenossen die Evolution als Ausdruck schöpferisch gestaltender Kräfte, die vom Anbeginn der Welt bis in alle Zukunft zu immer komplexeren, differenzierten und spezialisierteren Formen führe – allerdings immer mit dem Menschen als Ziel und „Krone der Schöpfung“. Im Unterschied zu Darwins Evolutionstheorie (als grundlegender Theorie der Evolution des Lebens und allen darauf aufbauenden modernen Theorien der Biologie) setzten die älteren Entwürfe bei den Lebewesen einen vorgegebenen Entwicklungsplan voraus, der – ausgelöst durch Umwelteinflüsse – zu immer neuen und „besseren“ Stufen im Rahmen einer permanenten „Höherentwicklung“ führt. Die Verwandtschaft der Arten, mögliche „Rückentwicklungen“ oder Aussterbeereignisse, eine gemeinsame Abstammung oder die wechselwirkende Selbstorganisation verbundener Systeme ist in diesen Vorstellungen noch nicht oder nur ansatzweise enthalten. Auch Lamarck postuliert nicht ein vorherbestimmtes Ziel, jedoch eine von vielen bereits vorgegebenen Möglichkeiten. Zu beachten ist die Bewertung als „Höherentwicklung“; eine Idee, die der modernen Vorstellung von einer bestmöglichen Anpassung an die herrschenden Bedingungen widerspricht.
Als Charles Darwin 1859 die erste Ausgabe der Entstehung der Arten veröffentlichte, fand sich das Wort Evolution nur am Rande erwähnt und ohne engen Bedeutungszusammenhang. Darwin sprach stattdessen von der Deszendenztheorie (Abstammungslehre), die er vor allem als rückblickende Betrachtung verstand. Erst nachdem Herbert Spencer den Begriff in seiner Theorie einer kulturellen Evolution im Sinne der Stammesgeschichte benutzte, verwendete ihn auch Darwin 1872 in der sechsten Auflage seines Hauptwerkes in dieser Weise. Es wird angenommen, dass sich Darwin davon mehr Anerkennung erhoffte, da die ältere Vorstellung von Evolution als Fortschritt und Höherentwicklung auf der „Stufenleiter der Natur“ in der damaligen englischen Gesellschaft enorm populär war. Diese Vorstellung beruht auf dem ursprünglichen Wortsinn einer „Entfaltung eines bereits festliegenden Zustandes“ – wie bei der Ontogenese vom Embryo zum erwachsenen Menschen.
In der Folgezeit setzte sich der populäre Begriff – noch als Synthese aus Darwins Evolutionsfaktoren und der von Spencer betonten Idee der Höherentwicklung – in der Fachwelt relativ schnell durch und ersetzte Darwins Deszendenzbegriff (der heute einen Teilbereich der Evolutionstheorie bezeichnet).
Bis zum frühen 20. Jahrhundert wurde Evolution allgemein auch im Sinne einer sehr langsamen, meist nahezu „unmerklichen“ Entwicklung im Unterschied zur plötzlichen und relativ schnellen Revolution verwendet.
Während die Verwendung des Begriffes Evolution in den Wissenschaften nach wie vor nicht auf die Biologie beschränkt blieb, wird er im Alltagsverständnis hingegen oft und unmittelbar mit Darwin verknüpft. Seit Mitte der 1970er-Jahre ist damit – trotz des Begriffswandels in der Fachwelt – immer noch eine „ständige Höherentwicklung durch allmähliche Veränderungen“ verknüpft. Diese Vorstellung ist eine Nachwirkung des Evolutionismus, mit dem bis zum Beginn des 20. Jahrhunderts ein angeblicher Fortschritt im Verlauf der menschlichen Kulturgeschichte begründet wurde. Die daraus folgende Unterscheidung zwischen mehr oder weniger entwickelten Kulturformen führte zum Sozialdarwinismus, der Darwins Evolutionstheorie zur Diskriminierung bestimmter Menschengruppen missbrauchte und damit Imperialismus, Rassismus und Antisemitismus rechtfertigte. Der menschenverachtende Missbrauch dieser Vorstellungen im NS-Staat führte in den Bio- und Humanwissenschaften für einige Jahrzehnte zu einem weitgehenden Stillstand der Evolutionsforschung.
Ohne Hinzufügung verweist das Wort Evolution heute vorrangig auf die biologische Theorie. Doch kaum ein Wissenschaftler bestreitet, dass Prozesse jeglicher Art, die in Eigendynamik über lange Zeiträume zunehmende Vielfalt und Komplexität hervorbringen, als evolutionär betrachtet werden können. Auch wenn die Diskussion um die genaue Bedeutung des Evolutionsbegriffes nach wie vor kontrovers ist, löst er sich seit Beginn des 21. Jahrhunderts zunehmend von der Biologie und beeinflusst sehr viele andere Fachgebiete. Die Idee einer vorherbestimmten Richtung des Lebens (Teleologie) wurde von der Fachwelt endgültig verworfen.
Je nach Fachrichtung, in der eine „bestimmte Form von Evolution“ betrachtet wird, bekommt der Begriffsinhalt eine etwas andere Gewichtung: Für Astronomen ist Evolution kaum mehr als eine Metapher für die Entwicklung des Universums. In der Molekularbiologie verliert die Selektion ihre Rolle als zwingender Mechanismus der Evolution. In der Mikrobiologie ist Evolution ein direkt beobachtbarer Vorgang mit bedingt vorhersagbaren Wirkungen, während Informatiker darin in erster Linie einen funktionalen Optimierungsprozess sehen, um mit Hilfe digitaler Reproduktion, Variation und Selektion die besten Lösungen für eine Problemstellung zu finden.

## Moderne Verwendungen
Eine Evolution immer komplexerer Ordnungsstrukturen durch die „arbeitsteilige“ Verbindung bestehender Systeme hin zu neuen Systemstrukturen, ist faktisch in allen Prozessen der natürlichen Umwelt wie auch künstlicher Produkte zu finden: „Komplexe Organe formieren sich zu komplexeren Organismen, komplexe Maschinen zu komplexeren Systemen, komplexe Individuen zu komplexeren Gesellschaften etc. Organismische ebenso wie wissenschaftliche, technische oder gesellschaftliche Entwicklungen sind auf höhere Komplexitätsgrade gerichtet, auf eine kontinuierliche Potenzierung ihrer Ordnungsgrade und Organisationsstrukturen.“ (Jörg Rainer Nönnig, 2007)
Spätestens seit der systemtheoretischen Erkenntnis, dass nicht nur das Leben, sondern alle natürlichen Strukturen und Zusammenhänge selbstorganisierende komplexe Systeme sind, für die die gleichen Regeln und Mechanismen gelten, wird auch Evolution als Prozess verstanden, der in allen diesen Zusammenhängen auftritt. Der Umfang der Diskussionen um die Evolutionsidee war im „Darwinjahr“ 2009 bereits kaum noch zu überblicken. Bereits im Meyers Konversationslexikon von 1889 findet man unter dem Stichwort Evolutionstheorie die sehr weit gefasste Beschreibung als die Lehre von einem einheitlichen Entwicklungsprozess „im gesamten Weltall, [...] dem sich sämtliche Zustände und Erscheinungsformen der anorganischen und organischen Natur, also auch der Himmelskörper unterordnen.“
Auch in gegenwärtigen Enzyklopädien wird neben der biologischen auch eine kosmologische und chemische Evolution genannt, womit wiederum die gesamte Natur abgedeckt ist. Da sich die Mechanismen der biologischen Evolution etwa auf physikalische und kosmische Systeme nach Ansicht der meisten Wissenschaftler nicht übertragen lassen, ist weder mit einer allgemein anerkannten Definition, noch einer verbindenden, disziplinübergreifenden Allgemeinen Evolutionstheorie zu rechnen. Insofern wird der Begriff Evolution in den verschiedenen Fächern und von den etlichen Autoren sehr unterschiedlich verwendet: Das reicht von einer „schwachen“ philosophischen Verwendung im Sinne einer Metapher über diverse, mehr oder weniger fachbezogene „weite“ Definitionen, bis hin zu eindeutigen „engen“ empirischen Anknüpfungen an die biologische Evolution durch umfassende Theorien. Letzter sind in der Regel am vorangestellten, groß geschriebenen Adjektiv Evolutionär(e) zu erkennen.
Einige Autoren geben zu bedenken, dass zu große Vereinfachungen den Begriff inhaltsleer machen, sodass er zum Synonym von Entwicklung, Erscheinen, Entstehung, Auftreten u. ä. wird, ohne sich davon konkret abzugrenzen. Der Philosoph Carl Gustav Hempel nennt Ansätze, die Evolution soweit herunterbrechen, Story statt Theorie, da der Begriff in dieser Form nichts mehr erklären würde.
Gerhard Vollmer zählt neben der biologischen Evolution 43 verschiedene Wissenschaften und 14 philosophische Lehren, in denen der Begriff Evolution – in einer der genannten Bedeutungen – verwendet wird.

### Darwinscher (biologischer) Evolutionsbegriff

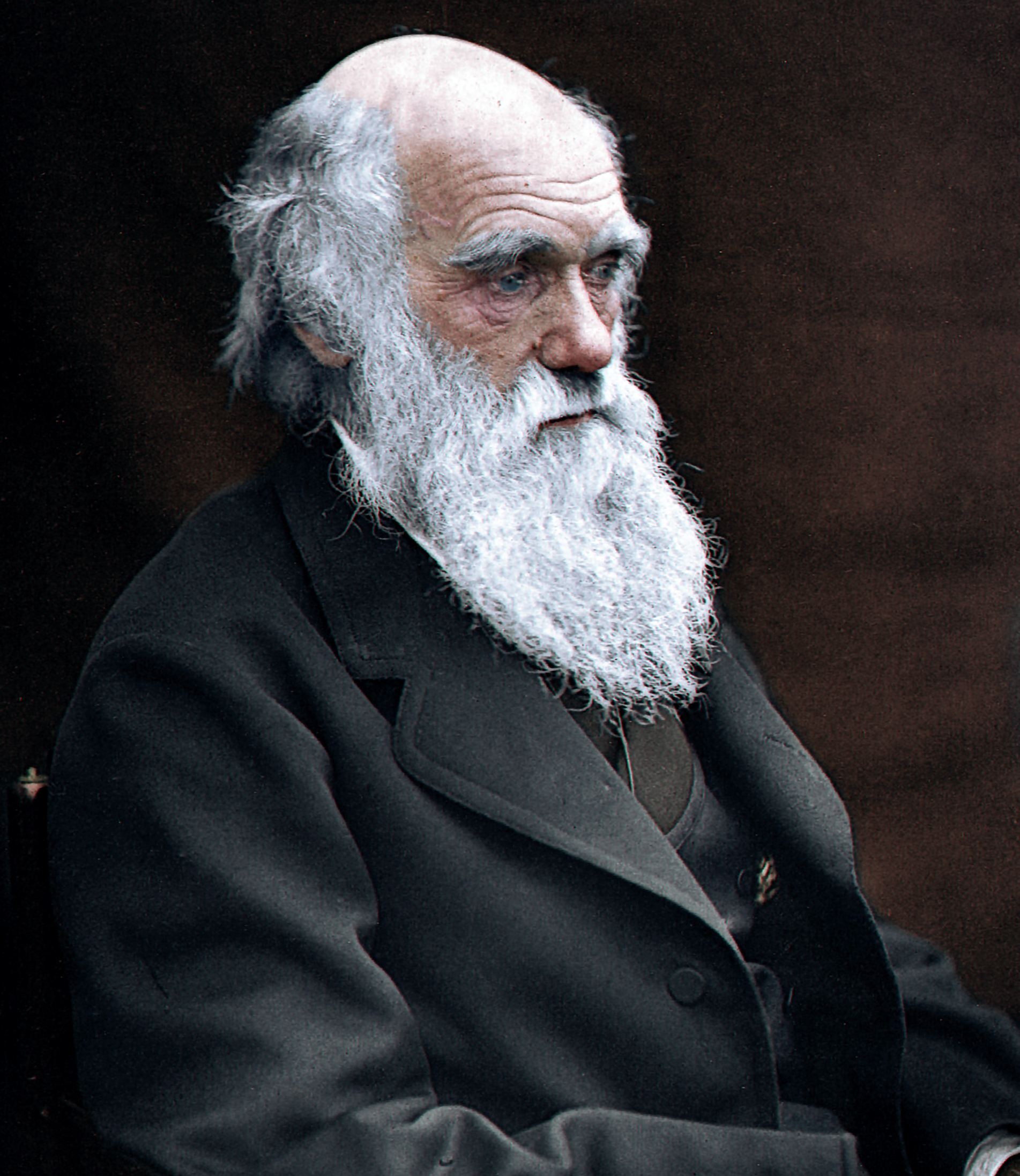
Charles Darwin, Begründer der modernen Evolutionstheorien

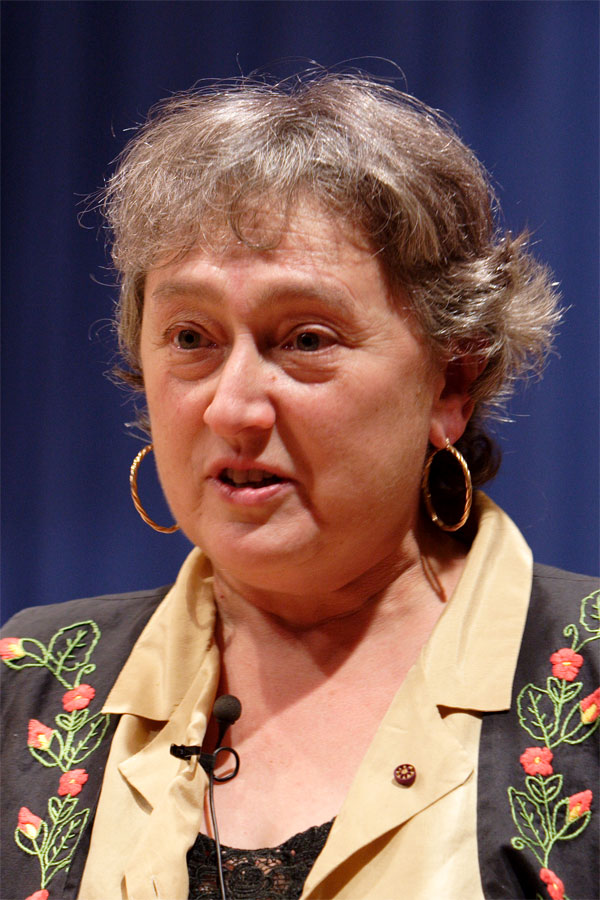
Lynn Margulis

Der engste, auf die Biologie reduzierte Evolutionsbegriff fasst darunter (nur) die Veränderung genetisch vererbbarer Merkmale; also in erster Line eine Änderung der Allelfrequenzen (d. h. der Häufigkeit eines Gens) in einer Population. Dabei geht es weder um die Entstehung des ersten Lebens – die Abiogenese bzw. chemische Evolution – noch um die Emergenz neuer Lebensbereiche wie die kulturelle Evolution. Trotz dieser Abgrenzung ist unstrittig, dass der biologischen Evolution eine (Selbst-)Organisation von Materie vorausging und die spätere Entwicklung kultureller Fähigkeiten wie Werkzeuggebrauch oder Sprache(n) wiederum erhebliche Rückwirkungen auf die biologische Evolution haben.
Die biologische Evolutionstheorie beruht im Wesentlichen auf den drei Mechanismen
- Variation,
- Selektion und
- Reproduktion,

die sowohl Charles Darwin als auch Alfred Russel Wallace 1858 zeitgleich erstmals in ihren Ausarbeitungen formulierten.
Zusammen mit den Erkenntnissen der Vererbungslehre – die von Gregor Mendel zwischen 1856 und 1865 begründet wurde, jedoch Darwin und Wallace nicht bekannt war – entstand in den 1930er und 1940er Jahren die Synthetische Evolutionstheorie, die der Evolution des Lebens vor allem die Mechanismen
- Mutation,
- Rekombination und
- Gendrift

(zusammenfassend auch als Molekulare Evolution bezeichnet) hinzufügte und die Betrachtung damit in Richtung Genetik verschob. Die Synthetische Theorie, deren Entstehung von August Weismann seit 1892 eingeleitet und die 1937 erstmals von Theodosius Dobzhansky und 1942 durch Ernst Mayr und Julian Huxley etabliert wurde, ist heute das Standardmodell der biologischen Evolutionstheorie.
Ergänzt wurde das Verständnis durch Nachweise, dass auch die Symbiogenese zu bedeutenden evolutiven Schritten beiträgt. Lynn Margulis erwartete aufgrund dessen einen Paradigmenwechsel, der dem Begriff Evolution eine neue Bedeutung geben würde.
Nicht erklärbare Phänomene führten in den 1970er Jahren zur Systemtheorie der Evolution (u.a. entwickelt von Rupert Riedl), die den Fokus von der Zellebene wieder auf das ganze Lebewesen, die Populationen und ihre Umwelt verlagerte. (Die Systemtheorie der Evolution darf nicht verwechselt werden mit dem Evolutionsbegriff der modernen Systemtheorie).

#### Chemische Evolution
Als chemische Evolution oder Abiogenese bezeichnet man die Entstehung von Lebewesen aus anorganischen und organischen Stoffen. Sie basiert nach heutigem Kenntnisstand vollends auf den Mechanismen der biologischen Evolution; lediglich die Reproduktion wird auf der molekularen Ebene durch Replikation (Vervielfältigung) oder Retention (Konfigurationserhalt) ersetzt.
Die Theoriebildung begann in den 1920er Jahren mit verschiedenen spekulativen Hypothesen. 1953 gelang das „Ursuppen-Experiment“ von Stanley Miller und Harold C. Urey, die damit den darwinschen Evolutionsbegriff um die Entstehung der Lebewesen erweiterten. Eine abgeschlossene Theorie einer chemischen Evolution existiert bislang noch nicht.
Insbesondere die Forschungen von Manfred Eigen in den 1970er Jahren haben dazu geführt, evolutionäre Prozesse nicht nur auf komplette Organismen zu beziehen, sondern direkt auf die sich duplizierenden Nukleinsäuren, bei denen Eigen im Reagenzglas (an Quasispezies) selbstorganisierende Replikations- und Mutationsvorgänge beschrieben hat.

#### Soziokulturelle Evolution

Stammbaum der indoeuropäischen Sprachen.

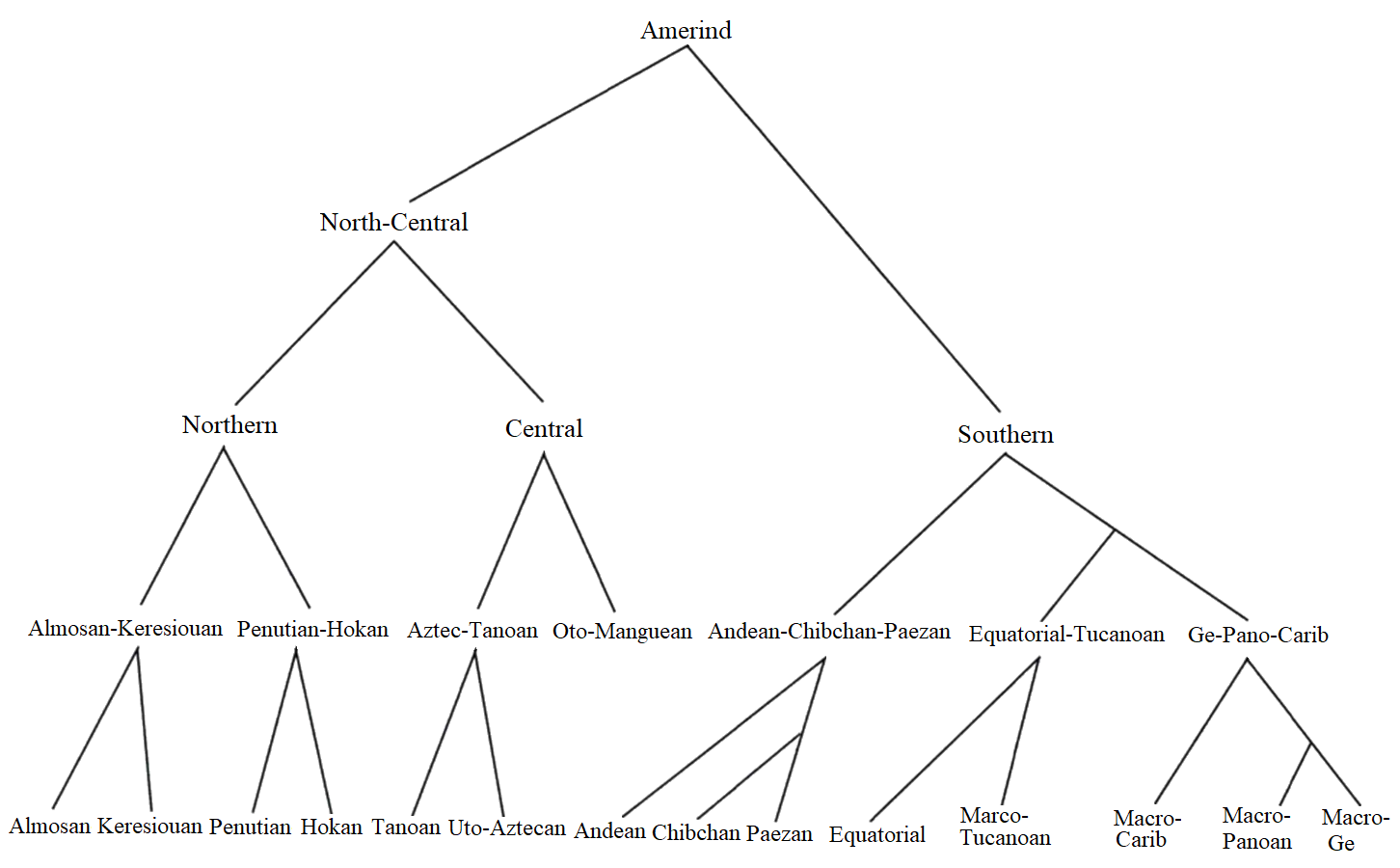
Evolution der amerindischen Sprachen. Sprachevolution als Beispiele für die soziokulturelle Evolution

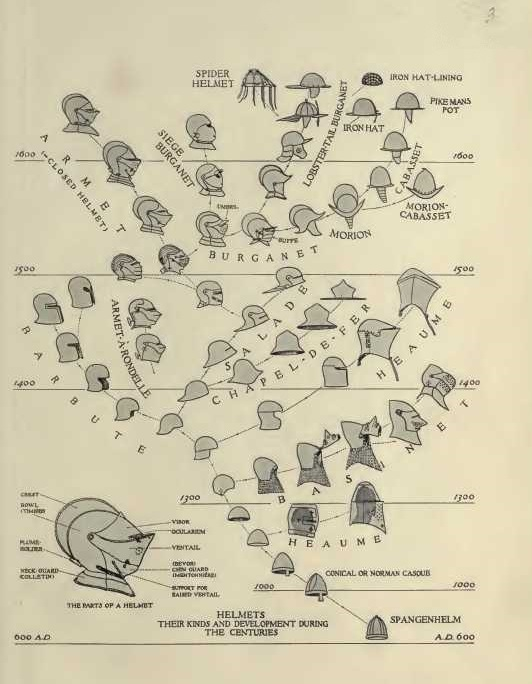
Die technische Evolution von Helmformen nach Bashford Dean, 1920

Herbert Spencer popularisierte seit 1864 den Begriff der Evolution für die gesellschaftliche und kulturelle Entwicklung, auf die er die biologischen Prinzipien erweiterte. Kultur wird hier definiert als langfristig bestehende Verhaltensweisen in verschiedenen Populationen von Menschen und Tieren, wie etwa Werkzeuggebrauch, Sprache und soziale Institutionen. Während die Faktoren Variation und Selektion sich problemlos auch auf soziokulturelle Phänomene übertragen lassen, wird alternativ zur genetischen Reproduktion der Mechanismus der Tradierung (Prozess der Entstehung von Traditionen) verwendet. Analog zum Gen als Informationsträger und Replikationseinheit führte Richard Dawkins 1976 den abstrakten Begriff Mem für die soziokulturelle Evolution ein.
Die Bildung neuer Varianten und Selektionsprozesse laufen über Nachahmung, bewusstes Lehren oder transgenerationale Weitergabe quantitativ gesehen wesentlich schneller ab als die biologische Vererbung. Qualitativ ermöglicht Tradierung die direkte Weitergabe erworbener Eigenschaften an die Nachkommen; ein Mechanismus, der in der Biologie im Rahmen der Epigenetik diskutiert wird, jedoch dort etwa bei Säugetieren keinen Einfluss auf dauerhafte Veränderungen hat.
Mit der Entstehung des Sozialdarwinismus gegen Ende des 19. Jahrhunderts (Herbert Spencer, Edward Tylor, Lewis Henry Morgan) bekam der Begriff Evolution im Zusammenhang mit dem Menschen eine negative Konnotation: Die missbräuchliche Auslegung des Darwinismus, bei dem das metaphorische Schlagwort vom „Kampf ums Dasein“ als Überlegenheit und Recht des Stärkeren beim Überleben in menschlichen Gesellschaften interpretiert wurde, nutzten politische Strömungen, um beispielsweise Eugenik, „Rassenhygiene“ oder Ausbeutung zu rechtfertigen.
Soziokulturelle Evolution behauptet heute nicht mehr, dass es zwischen Kulturen so etwas wie einen evolutionären Konkurrenzkampf sowie angeblich unterschiedliche Kulturhöhen gäbe.
Praktisch alle Evolutionstheorien der Geistes- und Sozialwissenschaften, die zum Teil auf andere (ältere) Vordenker als Darwin zurückgehen (etwa Auguste Comte oder Emile Durkheim), wurden später mit seiner Evolutionstheorie verknüpft.
Die folgende Liste nennt einige Gebiete soziokultureller Wissenschaften, in denen der Begriff der Evolution heute verwendet wird:
- Evolution der Religionen
- Wirtschaftliche Evolution
- Betriebswirtschaftliche Evolution
- Technische Evolution
- Evolution der Wissenschaft
- Sprachliche Evolution

#### Weitere abgeleitete Theorien
Wie bereits erwähnt, deutet das Adjektiv „Evolutionär“ fast immer auf direkte Ableitungen bzw. Teilgebiete der heute vertretenen biologischen oder soziokulturellen Evolutionslehren – wie etwa:
- Evolutionäre Anthropologie
- Evolutionäre Psychologie, Evolutionäre Emotionsforschung, Evolutionäre Erkenntnistheorie
- Evolutionäre Ethik, Evolutionärer Humanismus, Evolutionäre Ästhetik
- Evolutionäre Schnittstellenoptimierung, Evolutionäre Bildverarbeitung, Evolutionäres Design
- Evolutionäres Management, Evolutionäre Finanzmarktforschung, Evolutionäre Spieltheorie
- Evolutionäre Kunst

Ebenso beziehen sich die Evolutionsökonomik und die Evolution des Denkens direkt auf die biologische Evolution und ihre Mechanismen.

### Allgemeine Evolutionstheorie
Biologen und Sozialwissenschaftler verstehen unter der Bezeichnung Allgemeine Evolutionstheorie in erster Linie theoretische Entwürfe, mit denen eine Verallgemeinerung bzw. Zusammenfassung der biologischen und soziokulturellen Theorien (und Teiltheorien) herbeigeführt werden soll. Bedeutende Vertreter sind Friedrich August von Hayek (Evolutionsökonomik – 1969, 1938), Jacques Monod (Zufall und Notwendigkeit – 1970), Gregory Bateson (Geist und Natur – 1982) und Kenneth Ewart Boulding (Evolutionäre Ökonomie – 1978). Ortwin Renn vertritt die These, dass nicht der Begriff der Evolution in der Biologie das Allgemeine sei und seine Anwendung auf kulturelle Entwicklungen das Spezielle. Vielmehr sieht er in der biologischen Evolution eine spezielle Manifestation eines allgemeinen evolutionären Prinzips, wie es auch bei der Genese und Selektion von Wissen sowie in der Ideenausbreitung wirksam sei.
Darüber hinaus ist Allgemeine Evolutionstheorie häufig gleichbedeutend mit Hypothesen zu einer universellen Evolution, die von der Astronomie über die Biologie bis hin zum technischen Fortschritt alles umfassen soll. All diese Komplexen adaptiven Systeme besitzen genügend übereinstimmende Merkmale, die die Möglichkeit gemeinsamer allgemeinener Prinzipien ihres Werdens nahelegen. „Es ist wahrscheinlich, dass die Ähnlichkeiten zwischen der biologischen Evolution und evolutionären Algorithmen noch deutlicher hervortreten werden, wenn das Quantencomputing zur alltäglichen Realität wird.“ (William Bruce Sherwin, 2018).

### Physikalisch-kosmische Evolution

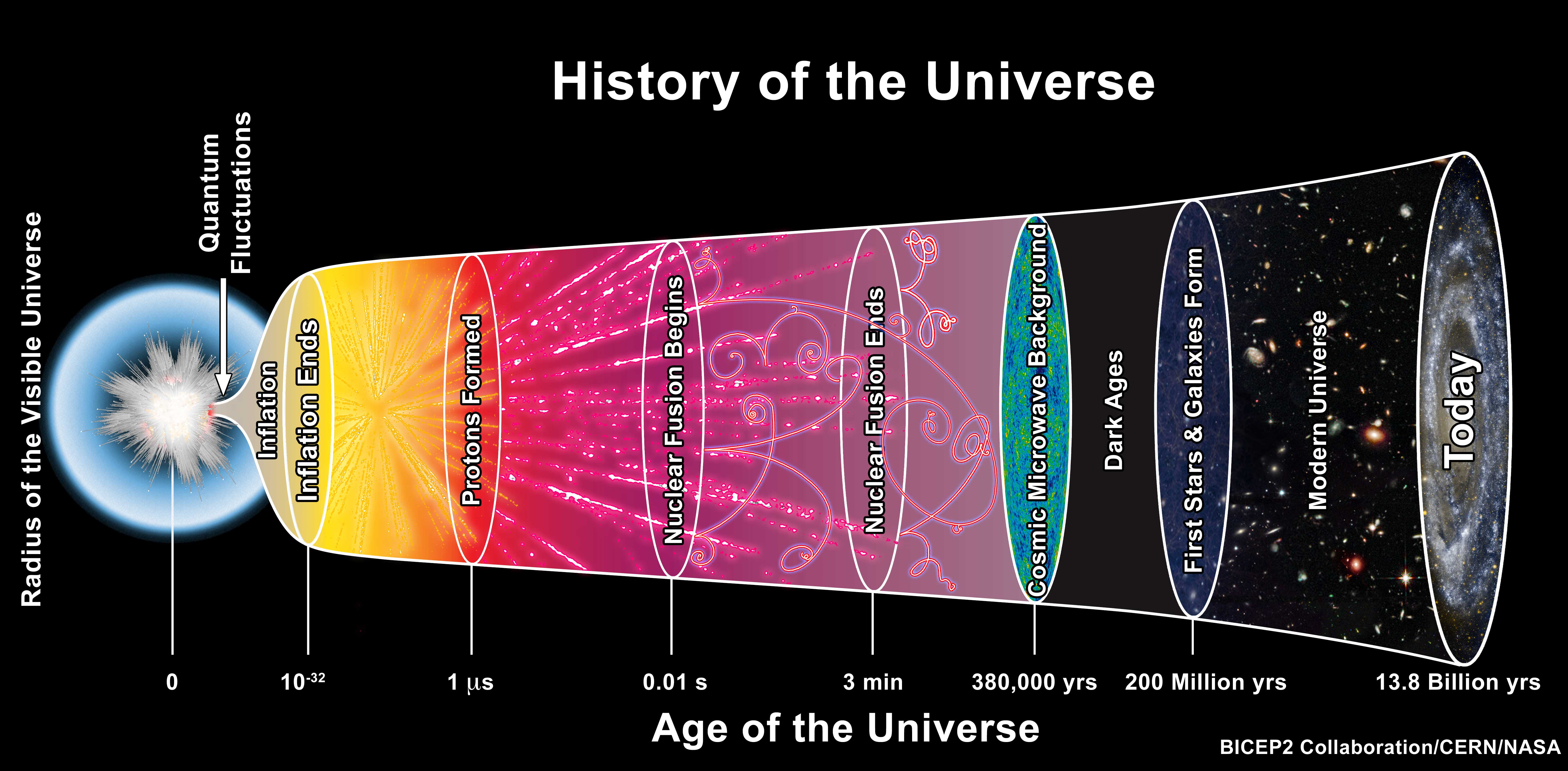
Modell der kosmischen Evolution

Die unumkehrbaren Vorgänge nach dem initialen Urknallereignis werden heute häufig als kosmische Evolution bezeichnet, die zur Bildung, zur Veränderung und zum Verfall großräumiger physikalischer Strukturen im Universum führen.
In Kosmologie und Astrophysik sind Bezeichnungen wie „Stellare“, „Galaktische“ oder „Kosmische Evolution“ gebräuchliche Fachtermini, die jedoch nicht an den biologischen angelehnt sind. Bei der kosmischen Entwicklung gibt es weder Vererbung noch Anpassung. In der Astronomie erforschte Prozesse haben häufig einen vorausberechenbaren Endzustand und hinter der Begriffsverwendung steht keine evolutionäre Theorie. Darüber hinausgehende Konkretisierungen sind meist philosophisch-hypothetische Spekulationen. Evolution ist hier synonym mit Entwicklung. Lediglich die Annahme eines kosmischen Wandels über die Zeit nach einzelnen Ereignissen wird in jüngerer Zeit bisweilen mit der biologischen Evolution verglichen.

#### Begriffsgeschichte derKosmischen Evolution

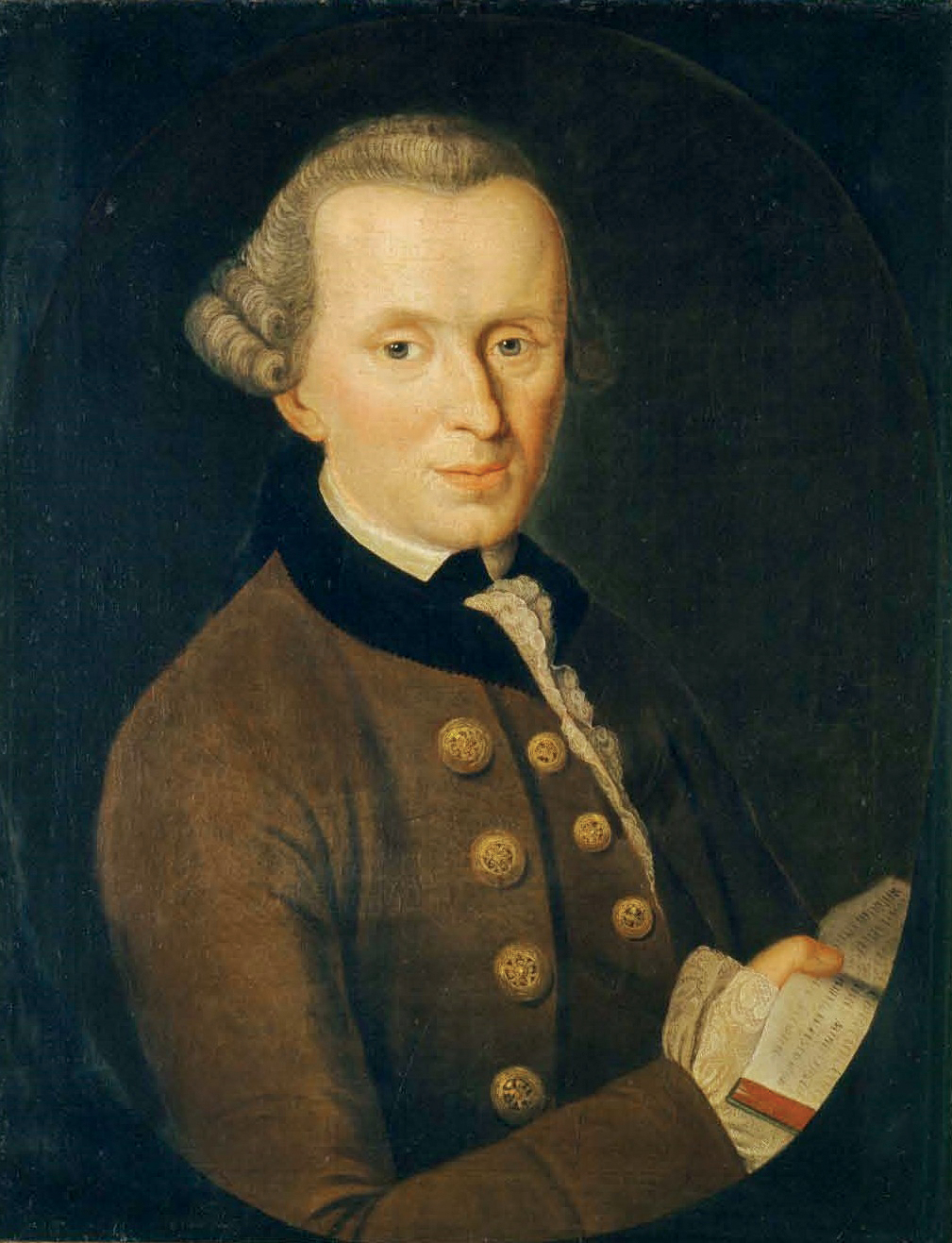
Immanuel Kant

Als erste evolutionäre Hypothese zur Entstehung des Sonnensystems (bzw. des Universums als Ganzem) kann Immanuel Kants Vorstellung gelten, der die Entstehung auf Selbstorganisation aus einer Gas-Staub-Wolke zurückführte, die durch die eigene Schwerkraft zu immer kompakteren Einheiten „kondensiert“. Dieser Gedanke kommt den modernen Theorien recht nahe.
Als Darwins Evolutionstheorie 1859 veröffentlicht wurde, gingen viele Astronomen bereits seit längerer Zeit von einem evolvierenden Universum aus. Diese Vorstellungen hatten jedoch nichts mit den Mechanismen der biologischen Evolution gemeinsam (siehe dazu Abschnitt Universeller Darwinismus). Ganz im Gegenteil sprach das aufgrund der damals bekannten Fakten und theoretischen Überlegungen errechnete Alter des Universums deutlich gegen Darwins Theorie. Dieser Widerspruch löste sich erst im späten 19. Jahrhundert auf, als die Geologie genügend Indizien für eine sehr viel ältere Erde gesammelt hatte.
Spätestens seit den Beobachtungen weit entfernter Galaxien, die zu Beginn des 20. Jahrhunderts gemacht wurden, wird auch von kosmischer Evolution gesprochen. Allerdings ist damit nicht immer nur die Entwicklung im Universum bzw. vor der Entstehung des Lebens gemeint, sondern bisweilen auch die Vorstellung einer alles umfassenden universalen Evolution.
Einstein, Friedmann und Lemaître ersetzten das Paradigma des ewig statischen Universums durch eine dynamische Vorstellung, die – wie die biologische Evolution – eine zeitliche Entwicklung durchläuft. Wie die Entstehung von Galaxien und noch größeren Strukturen oder der ersten Sterngeneration in der Frühzeit des Universums genau ablief, ist allerdings erst in Grundzügen bekannt.

#### „Anorganischer Darwinismus“

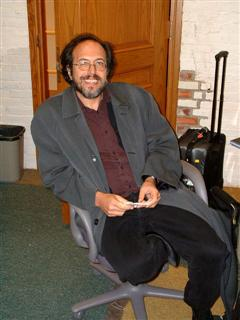
Lee Smolin: Darwinistisch evolvierendes Universum

Verschiedene Denker haben versucht, die Mechanismen der biologischen Evolution – trotz fehlender Reproduktion – direkt auf den gesamten Kosmos zu übertragen. 1874 vertrat der deutsche Philosoph Carl du Prel in seinem Buch Kampf ums Dasein am Himmel – Die Darwin’sche Formel nachgewiesen in der Mechanik der Sternenwelt die These, dass jedes System mit einer Entwicklungsgeschichte auch einer natürlichen Selektion unterliegen würde. Seine Idee war vom Buddhismus inspiriert, lieferte allerdings keine nachvollziehbaren Erklärungen oder klare Bezüge zu den Evolutionsfaktoren und wird heute dem Spiritismus zugerechnet.
Der Ausdruck „anorganischer Darwinismus“ stammt von dem britischen Physiker William Crookes, der 1886 mutmaßte, dass die darwinschen Prinzipien auch auf die Entstehung der chemischen Elemente angewendet werden könne.
Ähnliche Ideen äußerten die Astronomen Joseph Norman Lockyer (Inorganic Evolution as Studied by Spectrum Analysis, 1900) und Harlow Shapley (Of stars and men, 1958).
Der Physik-Nobelpreisträger Gerd Binnig spricht 1989 über die Entstehung des dreidimensionalen Raumes und der Naturgesetze als Folge einer universalen Evolution in einem darwinschen Sinne.

##### Kosmische Selektion nach Smolin
Im Gegensatz zu den eher „bildhaften Annäherungen“ der vorgenannten Denker unternahm der theoretische Physiker Lee Smolin 1997 mit der Hypothese der „Kosmischen natürlichen Selektion“ einen umfassenden Versuch, die Darwinschen Prinzipien auf die Entstehung des Kosmos anzuwenden. Kritiker wenden jedoch ein, dass Smolins Ideen den bekannten astronomischen Tatsachen widersprechen und dass evolutionäre Prozesse aufgrund ihrer Unvorhersagbarkeit nicht mit mathematische Gleichungen erklärbar gemacht werden können.

##### Quantendarwinismus nach Zurek

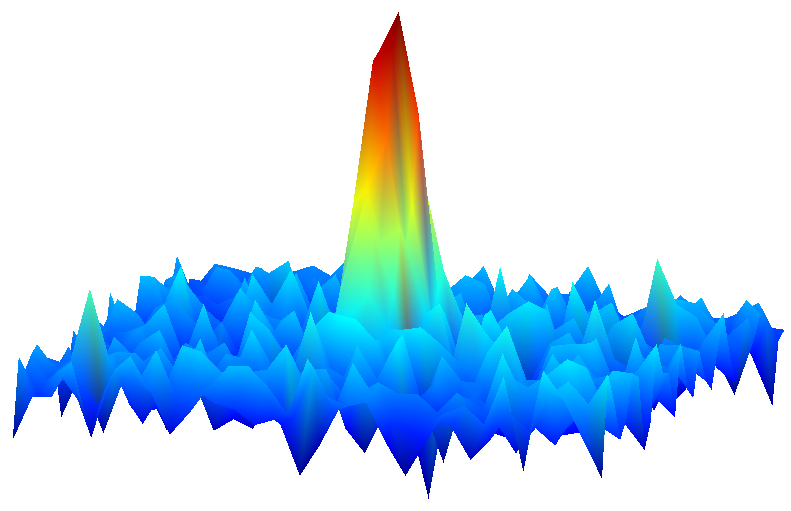
Sichtbar gemachte Quantendichte eines ultrakalten Gases mit einem stabilen „Peak“ im instabilen „Quantenrauschen“. Nach der Hypothese des Quantendarwinismus werden manche Quantenzustände von der Umgebung bevorzugt ausgelesen.

Als viel versprechender Ansatz für eine Synthese von Mikrophysik und Evolution findet seit 2008 der Quantendarwinismus nach Wojciech Zurek und seinem Team große Beachtung, nachdem es am Institut für Physik der Montanuniversität Leoben zusammen mit Kollegen der Arizona State University gelungen ist, die Vorhersagen der Hypothese experimentell zu bestätigen. Dieses Ergebnis wird international als Nachweis gewertet, dass dieser Mechanismus tatsächlich existiert.
Nach der Quantentheorie müssten die instabilen, wellenartigen Quantenzustände alle gleichrangig sein. Zurek stellte jedoch bereits in den 1980er Jahren mit Hilfe der Messung so genannter Pointerzustände (pointer states: nach einem speziellen Verfahren gemessene stabile Zustände nach dem Übergang vom Wellen- zum Teilchenstadium) fest, das manche Zustände häufiger auftreten als andere. Er postulierte daher einen Selektionsmechanismus – „environment-induced superselection“ genannt – der von den stabilen Strukturen ausgehend die am besten angepassten Quantenzustände stabilisiert, während andere Zustände wieder verschwinden. Betrachtet man zusätzlich den großen Variantenreichtum der möglichen Zustände im permanenten „Rauschen des Quantenschaumes“ und das Phänomen der Quantenverschränkung, durch das die selektierten Zustände an andere, freie Quanten weitergegeben – quasi „vererbt“ – werden, sind alle drei darwinschen Module vorhanden, sodass hier mit Recht von einer physikalischen Evolution gesprochen werden kann.

### Universelle Evolution

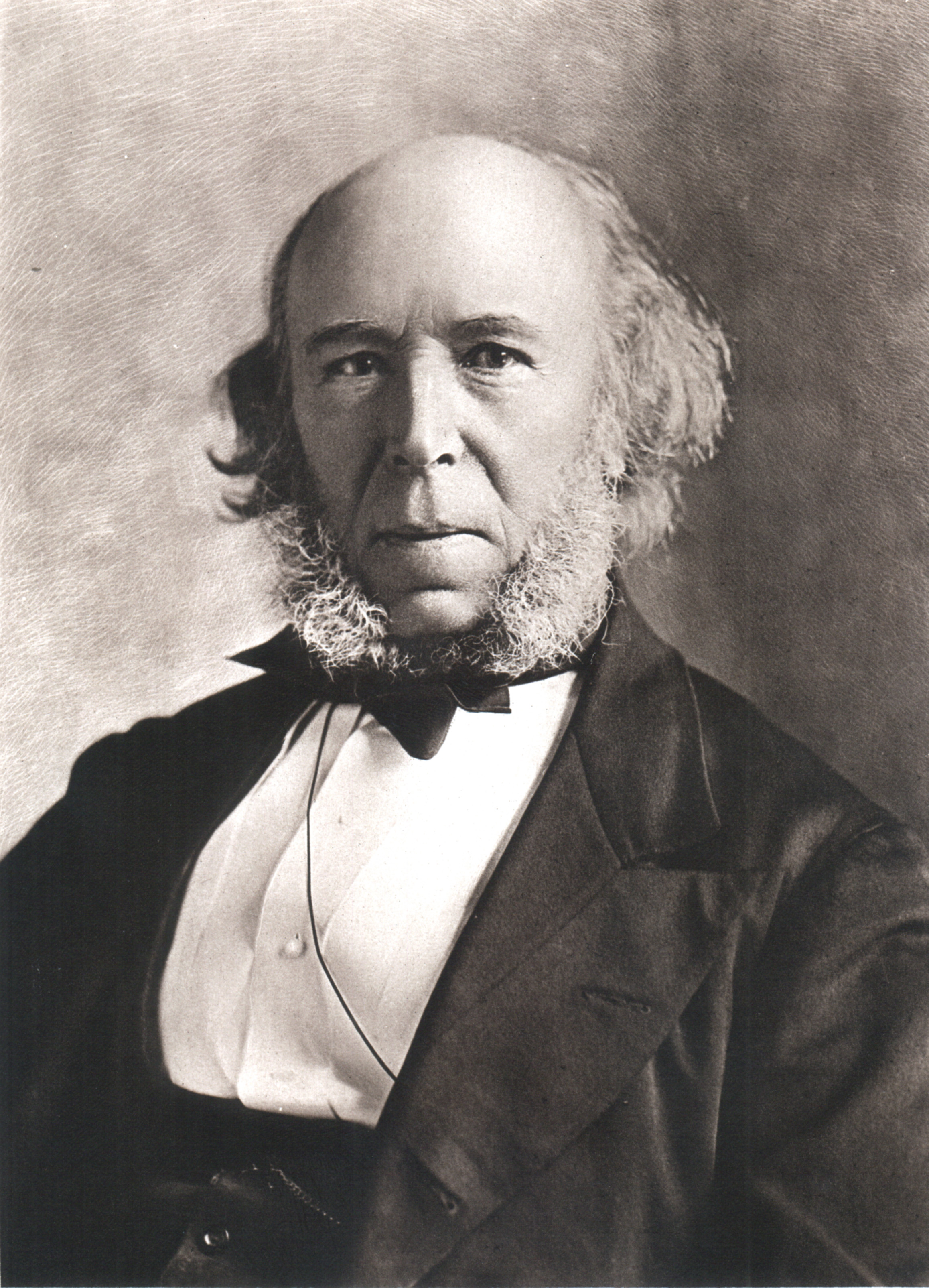
Herbert Spencer: Erweiterung der darwinschen Evolution bis zur „Evolution von allem“

Der universale Evolutionsbegriff (häufig auch – irreführend – allgemeine Evolution genannt) geht von der Annahme grundlegender Gesetzmäßigkeiten im Universum aus, die alle Seinsebenen umfassen und zu einer kontinuierlichen Entwicklungsgeschichte führen: Vom Urknall aus hätte sich Materie zunächst in physikalischen, dann in chemischen, schließlich biologischen, kulturellen, psychologischen (etc.) „Emergenzebenen“ entfaltet, die jeweils miteinander wechselwirken. Anhänger dieser Idee haben meistens einen weit gefassten Evolutionsbegriff (Prozess einer selbstorganisierenden, nicht vorhersehbaren Entwicklung tendenziell komplexerer Strukturen). In diesem Fall findet die Vereinheitlichung nur auf sprachlicher Ebene (Metapher, Analogie u. ä.) statt, da kein allumfassender Wirkmechanismus formuliert wird. Häufig wird versucht, verschiedene Mechanismen per Definition zu verbinden. Eine tatsächliche Universelle Evolutionstheorie im engen Sinne wäre ein universeller Darwinismus, der den Nachweis erbringen müsste, dass sich aus den drei darwinschen Mechanismen (Variation, Selektion, Replikation) ein übergreifendes Wirkungsprinzip herleiten ließe.
Als Inspirationsquelle für viele Überlegungen zu einer universellen Evolution wird häufig der Sozialphilosoph Herbert Spencer genannt, der in den 1860er Jahren Darwins Evolutionstheorie nicht nur auf die Entwicklung menschlicher Gesellschaften bezog, sondern darin auch ein universelles Prinzip allen Werdens im Universum sah. Spencer definierte Evolution als Tendenz einer Entwicklung von einer unbestimmten Homogenität unverbundener Einzelteile zu einer bestimmten, immer mehr verbundenen Heterogenität, die mit der Verringerung von Bewegung und der Integration von Materie einhergeht. Dafür nahm er einen pulsierenden Wechsel von Auflösung (Dissolution) und Neubildung (Evolution) an, der durch die Kräfte von Anziehung und Abstoßung erzeugt würde. Diese wiederum treten in zwei Formen auf: Materie und Bewegung. Insofern war Evolution für ihn der zunehmende Aufbau geordneter materieller Strukturen bzw. Zusammenhänge bei gleichzeitiger Abnahme ungeordneter Bewegungen (thermischer Energie), der von der einfachen Einheit zu komplexer Vielheit führe. Dabei nahm er eine fortschrittliche „Höherentwicklung“ der Dinge (im Sinne des Evolutionismus) an. Spencers Überlegungen beruhen lediglich auf biologischen Befunden, die er zu einer spekulativen philosophischen Theorie erweiterte, die bei näherer Betrachtung sehr unscharf formuliert ist.

#### Metaphern, Analogien und nicht-darwinsche Hypothesen
Wird der Evolutionsbegriff im Sinne einer Metapher oder Analogie verwendet – ohne die darwinschen Regeln für allgemeingültig zu erklären – und die Geschichte der Natur und der Menschheit als Abfolge von Epochen behandelt, ist der Gedankenschritt zu einer universellen Evolution trivial. In diesem Fall muss lediglich zwischen natürlichen Systemen – die evolvieren – und Naturkonstanten und -gesetzen unterschieden werden – die nicht evolvieren. In der Folge können entweder unterschiedliche Evolutionsphasen mit jeweils eigenen Wirkungsmechanismen aneinandergereiht werden (kosmisch, astrophysikalisch, chemisch, biologisch, psychisch, kulturell, wissenschaftlich, technisch u. a.) oder man versucht, gemeinsame Prinzipien zu finden, die es ermöglichen, die einzelnen Evolutionsphasen als logische Abfolge darzustellen.
Die meisten Autoren gehen von einem hierarchischen Aufbau der Evolutionsprozesse aus: Das heißt, die Eigenschaften und Strukturen der kosmischen Evolution bilden die Rahmenbedingungen für die biologische Evolution und diese wiederum für die kulturellen Schritte – nicht jedoch umgekehrt (Veranschaulichung siehe Grafik in der Einleitung). Reproduktion und Auslese beispielsweise finden demnach sowohl in der Biologie als auch in der Sprachevolution und der Evolution wissenschaftlicher Modelle statt, während sie bei den kosmischen Evolutionsprozessen im Universum noch nicht existierten.
In der Religionsgeschichte sieht Jan Assmann in manchen Kulturen eine Evolution von polytheistischen Religionen zum inklusiven Monotheismus, als Ergebnis einer Ideenevolution im Sinne von Niklas Luhmann, während in anderen Kulturen ein exklusiver  Monotheismus durch radikale Abkehr entstanden ist, wobei das Ältere nicht im Jüngeren aufgeht, sondern Gegenstand der Verfolgung und Vernichtung wird, Merkmale nicht einer Evolution, sondern eher einer Revolution.

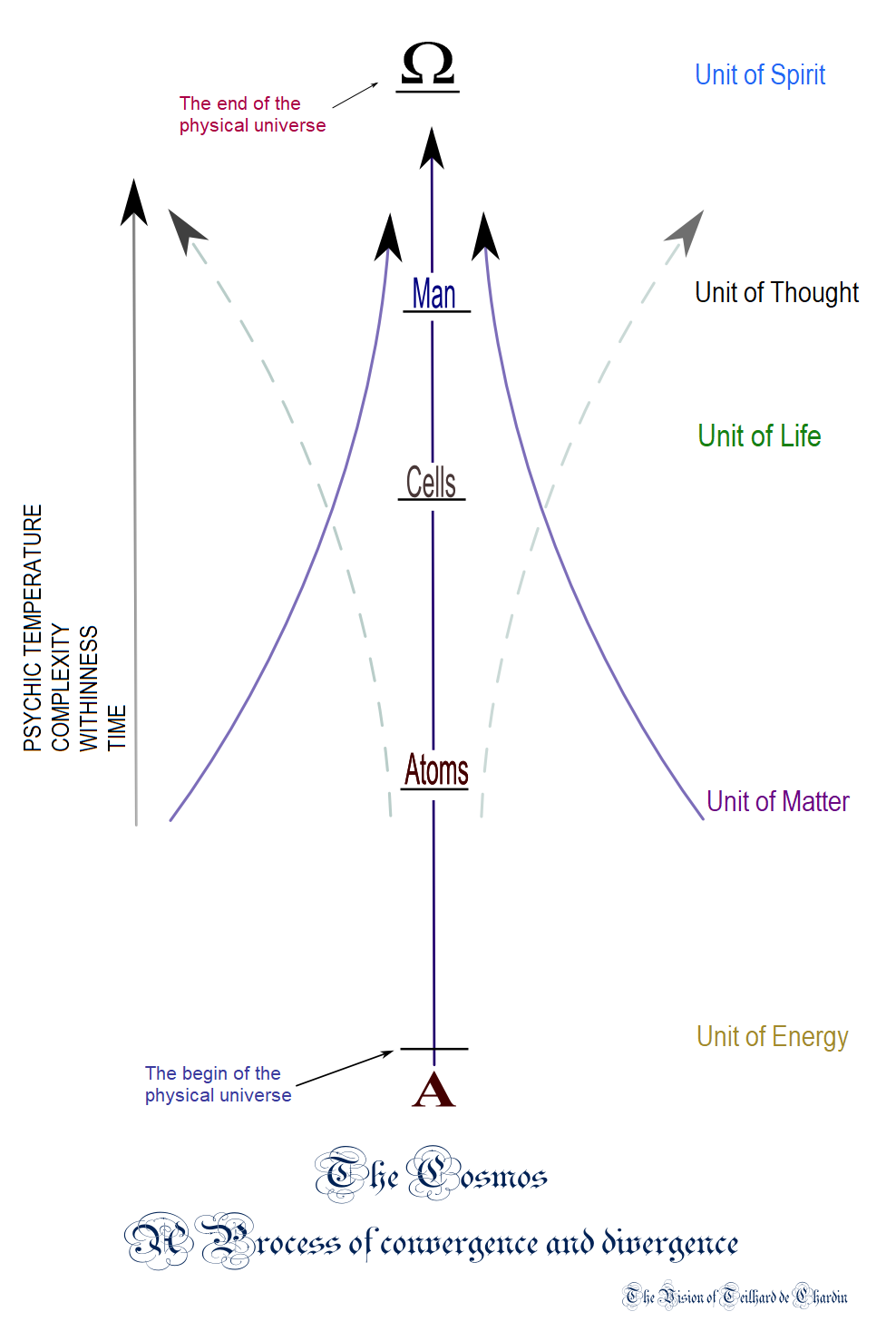
Universelle Evolution mit einem Zusammenwachsen des Universums (Pierre Teilhard de Chardin).

Weitreichende philosophische Überlegungen zu einer universellen Evolution stellte der Jesuitenpater Pierre Teilhard de Chardin in der ersten Hälfte des 20. Jahrhunderts an. Als Vertreter der christlichen Religion gehört sein Entwurf zum Theistischen Naturalismus, da er Gott – von ihm als Punkt Omega bezeichnet – als erste Ursache und Triebfeder der Evolution sah und damit auch eine gezielte Höherentwicklung begründet. Darüber hinaus war für ihn alles einer sprunghaften Evolution unterworfen, die auf materieller Ebene zu einer Zunahme an Komplexität und auf geistiger Seite an „Zentriertheit“ führen würde.
Vollmer zählt (neben den hier im Text erwähnten) u. a. folgende bekannte Autoren und Werke mit einem universalen Bezug des Evolutionsbegriffes auf:
- Ilya Prigogine: Introduction to Thermodynamics of Irreversible Processes. (1955)
- Melvin Calvin: Chemical evolution: molecular evolution towards the origin of living systems on the earth and elsewhere. (1969)
- Hoimar von Ditfurth: Im Anfang war der Wasserstoff (1972)
- Rupert Riedl: Die Strategie der Genesis. Naturgeschichte der realen Welt (1976)
- Bernhard Rensch: Das universale Weltbild. Evolution und Naturphilosophie (1977)
- Erich Jantsch: Die Selbstorganisation des Universums. Vom Urknall zum menschlichen Geist (1979)
- Albrecht Unsöld: Evolution kosmischer, biologischer und geistiger Strukturen (1981)
- Peter Aichelburg, Reinhard Kögerler (Hrsg.): Evolution (1986)
- John Gribbin: Die erste Genesis: Gott, die Zeit und der Urknall (1986)
- Ervin László: Evolution – Die neue Synthese: Wege in die Zukunft (1987)
- Sievert Lorenzen: arwin und die Theorie der Evolution (1988)
- Alan Grafen: Evolution and Its Influence (Herbert Spencer Lecture) (1989)
- Günther Patzig: Der Evolutionsgedanke in den Wissenschaften (1991)
- Bill Bryson: Eine kurze Geschichte von fast allem (2003)
- Axel Meyer: Evolution ist überall (2008)
- Philipp Sarasin, Marianne Sommer (Hrsg.): Evolution. Ein interdisziplinäres Handbuch (2010)
- Gerhard Schurz: Evolution in Natur und Kultur. Eine Einführung in die verallgemeinerte Evolutionstheorie (2011)

Spätestens seit der Formulierung des Quantendarwinismus existieren für alle Evolutionsphasen etablierte Theorien oder zumindest anerkannte Hypothesen, sodass die von vielen erwartete, befriedigende Universale Evolutionstheorie nur aufgrund der fehlenden Einheit der Wissenschaften (im Sinne einer ganzheitlichen Transdisziplinarität) noch nicht vorgelegt wurde.

#### Universeller Darwinismus
Die Bezeichnung Universeller Darwinismus (Universal Darwinism) stammt von dem sehr populären Evolutionsbiologen Richard Dawkins, der damit allerdings nur die Vereinheitlichung von biologischer und kultureller Evolution meinte (Dawkins führte das kulturelle Mem analog zum Gen ein, siehe Kapitel Soziokulturelle Evolution). Einige andere Autoren übernahmen den Begriff und erweiterten ihn auf sämtliche Daseinsebenen. Diese Ansätze werden bisweilen methodologischer Evolutionismus genannt.
Auch der Philosoph Daniel Dennett – ein Unterstützer der Mem-Theorie – griff Dawkins Vorschlag auf und erweiterte in seinem Buch Darwins gefährliches Erbe (1995) den Evolutionsbegriff über die Biologie hinaus, indem er die drei darwinschen Mechanismen Variation, Selektion und Replikation als allgemeinen Algorithmus bezeichnet, der auch außerhalb des Lebendigen überall wirken könne. Damit verweist er auf eine Verallgemeinerung der Theorie, die er allerdings selbst nicht weiter ausführt.
Mit gewissen Modifikationen kann der Evolutionsbegriff von Luhmann als Versuch eines universellen Darwinismus betrachtet werden.

##### Evolutionsbegriff nach Luhmann

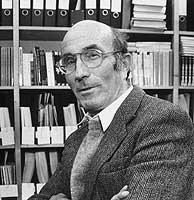
Niklas Luhmann

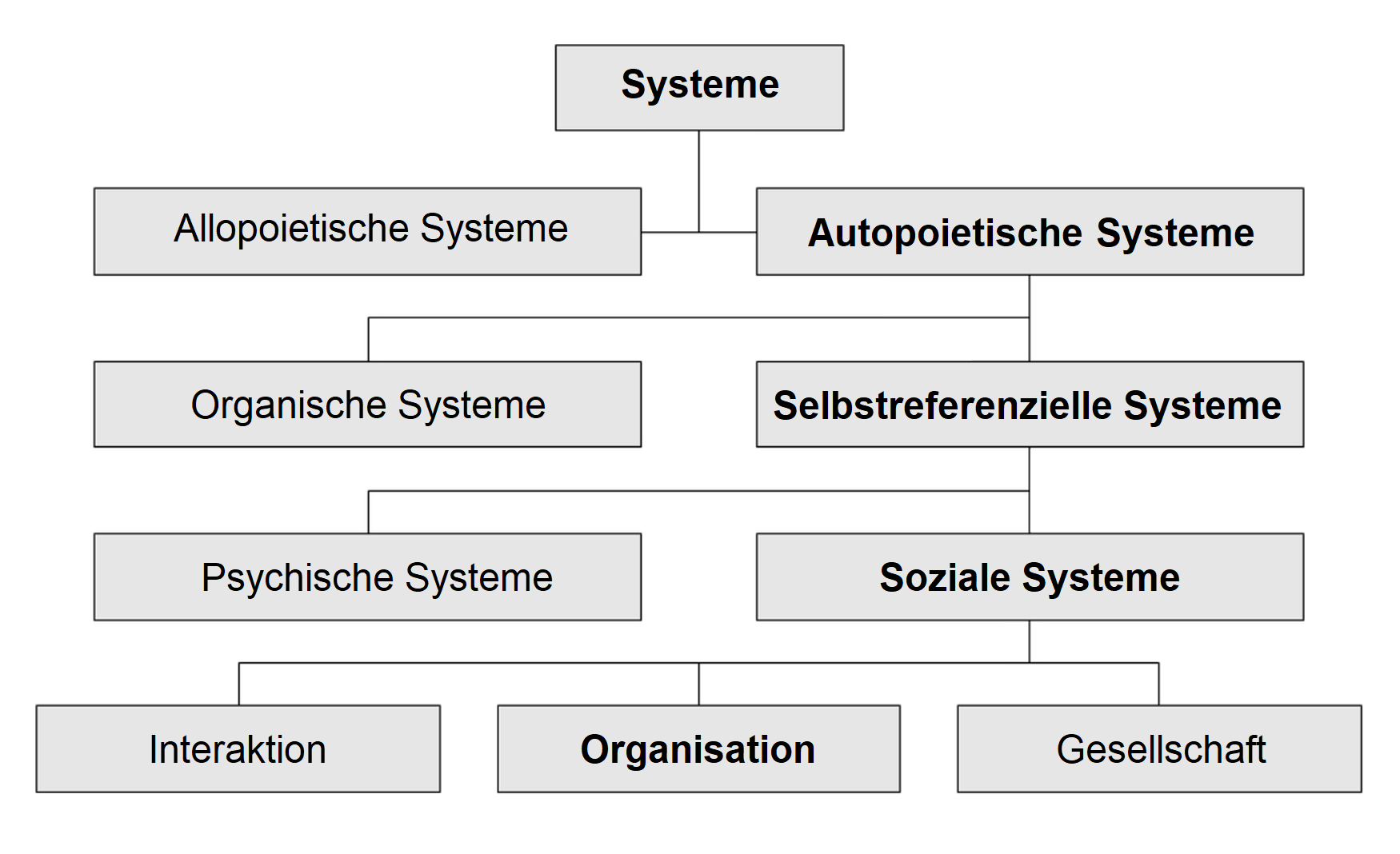
„Stammbaum“ der Systeme nach Luhmann

1984 definierte der deutsche Soziologe Niklas Luhmann den Begriff der Evolution im Rahmen seiner soziologischen Systemtheorie, verallgemeinerte ihn jedoch – ganz im Sinne des „Systemdenkens“ – auf alle offenen, selbstorganisierenden Systeme. Er spricht auch von einer Ideenevolution. Kurz gefasst war Evolution für Luhmann die kontinuierliche Umwandlung wenig wahrscheinlicher Zufälle in neue Strukturen, die der hoch wahrscheinlichen Erhaltung eines Systems dienen. Auch Luhmann nennt drei Mechanismen, die jedoch deutlich von Darwins Vorgaben abweichen:
- Variation (zufällig entstehende Abweichungen bei der Selbsterhaltung der Elemente eines Systems),
- Selektion („Bewertung“ der Abweichungen nach ihrem Nutzen für die Strukturbildung: Einbau, Duldung oder Ablehnung) und
- Retention/Stabilisierung (Erhaltung des neuen Systemzustandes).

Vor allem hob er eine Richtungs- und Ziellosigkeit evolutionärer Veränderungen als zentrales Merkmal hervor. Er sieht im Gegensatz zur klassischen Evolutionstheorie keinen „Zwang zur Anpassung“, sondern lediglich „Irritationen“ des Systems, auf die es in angemessener Weise reagieren kann, aber nicht muss. Demnach könne man nicht wissen, ob Variation zu positiver oder negativer Selektion der Neuerung führt und ebenso wenig, ob die Restabilisierung des Systems nach der positiven bzw. negativen Selektion gelingt oder nicht. Evolution sei somit kein notwendiger Prozess wie nach der biologischen Definition, der kontinuierlich und unumkehrbar zu komplexeren Strukturen führt. Kontinuität, Unumkehrbarkeit und Komplexitätsgewinn sind jedoch die Basis anderer (weit gefasster) Definitionen von Evolution, von denen sich Luhmann hier weit entfernt hat.
Evolution wird schließlich als universelles Funktionsprinzip betrachtet, bei dem ebenfalls die drei Komponenten selbst veränderlich sind, sodass auch eine „Evolution der Evolution“ möglich ist.
Luhmanns Systemtheorie wurde vielfach rezipiert und seine Begriffsdefinitionen haben auch Eingang in anderen Fachgebieten gefunden. Gerhard Vollmer mahnt allerdings zur Vorsicht, Luhmanns Entwurf nicht als „alternative Evolutionstheorie“ zu behandeln, denn Luhmann habe weder die biologische Evolution nachvollziehbar integriert noch die Übertragung von der soziokulturellen Evolution auf einen allgemeinen Evolutionsbegriff ausreichend begründet.

#### Einheit der Wissenschaft
„Unter Evolution werden insbesondere die kosmische, die biologische und auch die kulturelle Evolution verstanden.
Die Evolution und damit auch unser Universum ist ein Wechselspiel von Veränderung und Stabilität, wonach sich aus einfachen tendenziell komplexe Strukturen bilden. Derartige Strukturen können sowohl physischer als auch psychischer, insbesondere geistiger Natur sein. Mit zunehmender Komplexität erhöhen sich tendenziell die Fähigkeiten der Strukturen zum Empfang, zur Speicherung, zur Verarbeitung und zur Weitergabe von Informationen. All dies beruht auf der Materie und den Kräften (elementare Wechselwirkungen), wie sie in der kosmischen Evolution entstanden sind.“

Der Schweizer Luc Saner gründete 2016 das Komitee „Einheit der Wissenschaft und echtes Studium generale“ mit dem Ziel, an möglichst vielen Universitäten ein zweisemestriges Studium generale zu etablieren, das auf einer ganzheitlichen Basis ermöglichen soll, die Zusammenhänge zwischen den Erkenntnissen der verschiedenen Wissenschaften zu durchblicken. In Saners Buch „Allgemeiner Teil der Wissenschaften“ (2023), das er als inhaltlichen Vorschlag für solch ein übergreifendes Studium erarbeitet hat, spielt die Evolution in einem alles umfassenden Sinn eine zentrale Rolle.
Saner entwickelte seine einleitend zitierte Definition vor allem aufgrund des Buches Evolution kosmischer, biologischer und geistiger Strukturen von Albrecht Unsöld (1983). Nach Vollmer kann man bei Unsölds Ansatz nicht von einer „universalen Evolutionstheorie“ sprechen, da es bei einer reinen Beschreibung ohne erklärenden Charakter bleibt. Auch Luc Saners Definition liefert eine weitreichende Abstraktion des Evolutionsbegriffes; dennoch bezeichnet der Physiker Werner Ebeling das Buch (das nach dem Autor auf weit über 100 Fachveröffentlichungen und der Abstimmung mit bedeutenden Fachwissenschaftlern aus allen tangierten Wissenschaften basiert) als „eine Gesamtschau der heutigen Wissenschaft und der Situation der Welt“, ohne die Verallgemeinerung der Evolutionsidee in irgendeiner Weise zu kritisieren. Die Darstellung entspricht denn auch weitestgehend der im Abschnitt Definitionen genannten „Schnittmenge“.
Der Autor selbst schreibt, dass ein vereinheitlichter Evolutionsbegriff umstritten ist. In seinem Vorschlag verwendet er stattdessen auch den Begriff evolutionäres Weltbild. Dabei bezieht er sich vor allem auf die Hierarchie der Evolution sowie der Materie und Kräfte gemäß dem Standardmodell der Quantenphysik, auf dem letztlich alle Evolutionsphasen – die im Wesentlichen von der kosmischen über die biologische zur kulturellen Phase führten – beruhen. Ein konkreter „evolutionärer Mechanismus“ wird indes nicht beschrieben, weil es keine anerkannte physikalisch-kosmologische Theorie gibt (siehe Weltformel) und der Autor die Definition (Wechselspiel von Veränderung und Stabilität) weit gefasst hat. Allerdings gibt an einer Stelle eine Verbindung der biologischen Evolutionsfaktoren mit der kosmischen Evolution. Dies wird jedoch nicht näher erläutert und ein universeller Darwinismus lässt sich daraus nicht ableiten.
Auffallend ist überdies die philosophische Verknüpfung der Evolution als Sinn des Daseins: „Dementsprechend lässt sich behaupten, dass der aktuelle Sinn darin besteht, komplexe Strukturen zu erhalten, weiterzuentwickeln und zu verbreiten.“
Obwohl noch keine anerkannte vereinheitlichte Evolutionstheorie existiert, gelingt es Luc Saner mit seinem Buch, die gegenwärtige Vielzahl von Evolutionsbegriffen aus den verschiedenen Fachbereichen unwidersprüchlich miteinander zu verbinden und als sinnvolle Klammer für die Einheit der Wissenschaft und ein echtes Studium generale zu nutzen. Damit wird zumindest eine deutlichere Vorstellung von einem universellen Evolutionsbegriff gefördert.

## Weltanschauungen

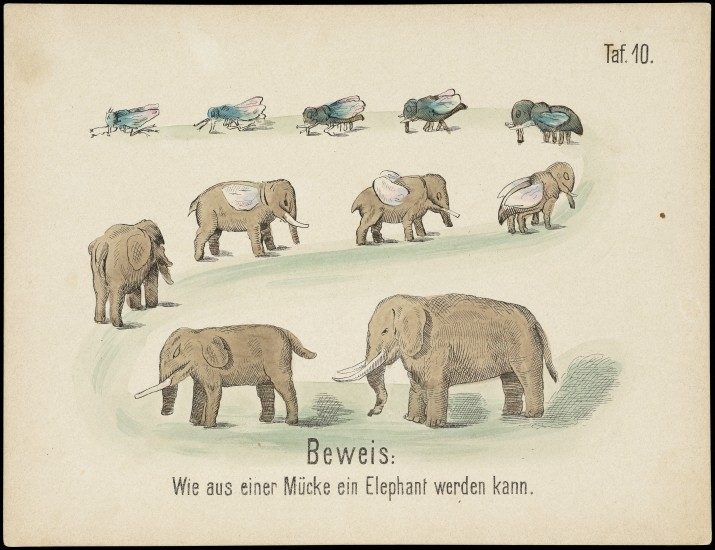
Satirische Darstellung der Evolution: Von der Mücke zum Elefanten.

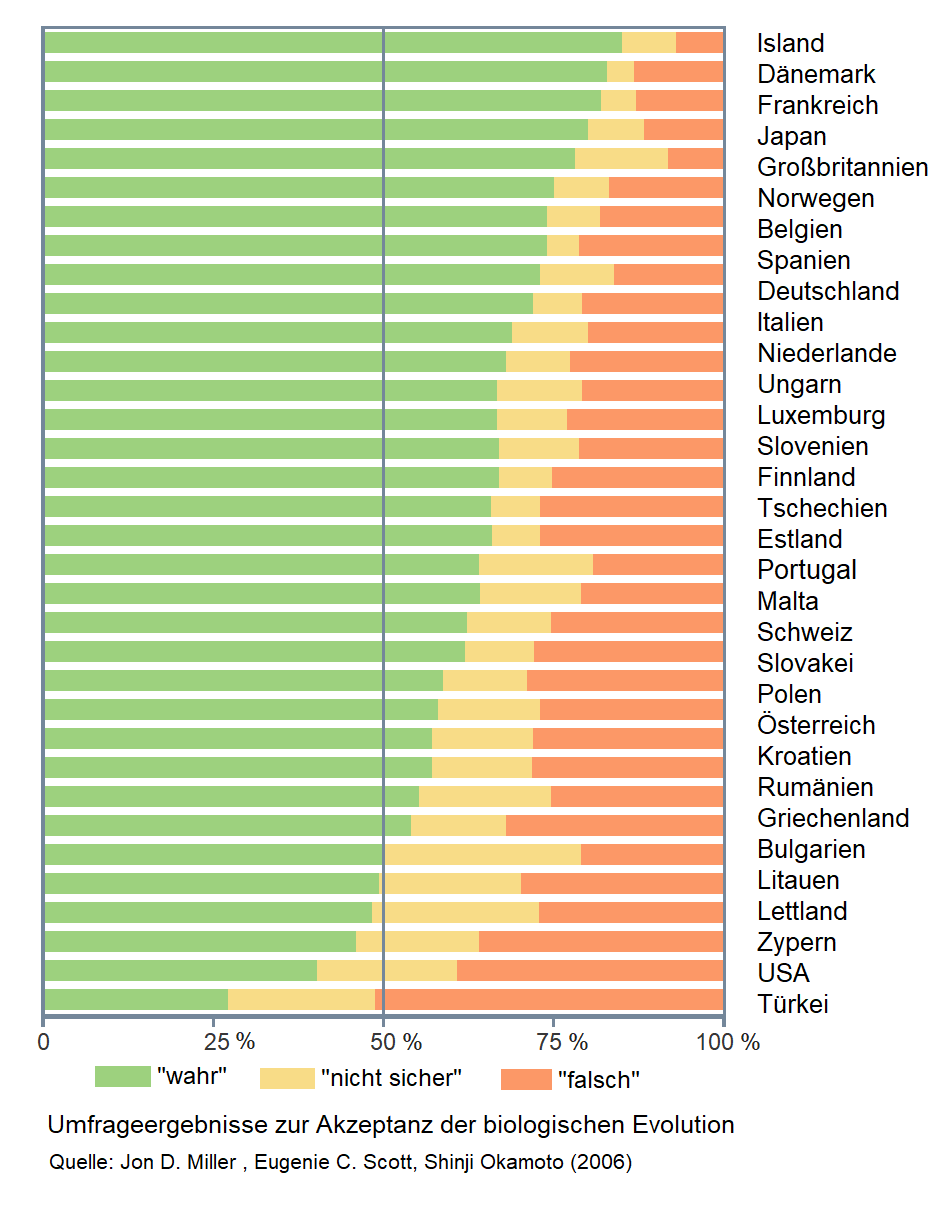

Wie die Theoriegeschichte zeigt, hat kaum ein naturwissenschaftlicher Begriff so viele Kontroversen in Wissenschaft und Gesellschaft ausgelöst wie der Begriff der Evolution. Weltanschauliche und kulturelle Prägung beeinflussen die Begriffsbildung und die Einordnung von Begriffen in das persönliche Weltbild eines Menschen. In den westlichen Ländern und in Japan ist ein weitaus überwiegender Teil der Bevölkerung von der Richtigkeit der Evolution nach Darwin überzeugt, während es in der Türkei aber auch in den USA mehr Menschen gibt, die daran zweifeln und Glaubensvorstellungen vorziehen, welche eine übernatürliche Intelligenz über den Zufall stellen. Obgleich moderne Wissenschaftler geschult werden, möglichst objektiv und neutral zu formulieren, stehen dahinter auch subjektiv denkende Persönlichkeiten. Der Religions- und Politikwissenschaftler Michael Blume fasst die unterschiedlichen Positionen wie folgt zusammen: „Evolutionäre Atheisten wie kreationistische Religiöse gehen trotz gegensätzlicher Positionen davon aus, dass sich die Zustimmung zur Evolutionstheorie und der Glauben an eine wirkende Gottheit grundsätzlich ausschlössen. Evolutionäre Pessimisten glauben, dass der Evolutionsprozess letztlich sinn- und ziellos sei und sich am Ende mit dem Erlöschen des Universums unabwendbar wieder erledigen werde. Evolutionäre Optimisten meinen dagegen einen – wenn auch immer wieder gefährdeten und unterbrochenen – Fortschritt im Evolutionsprozess zu erkennen. Evolutionäre Agnostiker betonen schließlich, dass Evolutionsforschung immer nur empirisch und historisch sei – letztentscheidende Aussagen über die Zukunft, Gottes Existenz o. ä. seien daher überhaupt nicht möglich.“
Die meisten Wissenschaftler und Philosophen gehen bei der biologischen Evolutionstheorie von einer „hohen Evidenz“ der beschriebenen Mechanismen aus. Dennoch kann diese Bewertung auf ganz unterschiedlichen weltanschaulich-philosophischen Vorstellungen beruhen. Die Unterschiede werden in der Regel erst offensichtlich, wenn es um die Einbindung der Theorie in übergeordnete Denkmodelle geht.

### Materialismus
Materialistische Positionen beziehen so weit wie möglich alles auf die untersuchbare „natürliche“ Materie und die damit verbundenen naturgesetzlichen Vorgänge.

#### „Strenger Physikalismus“

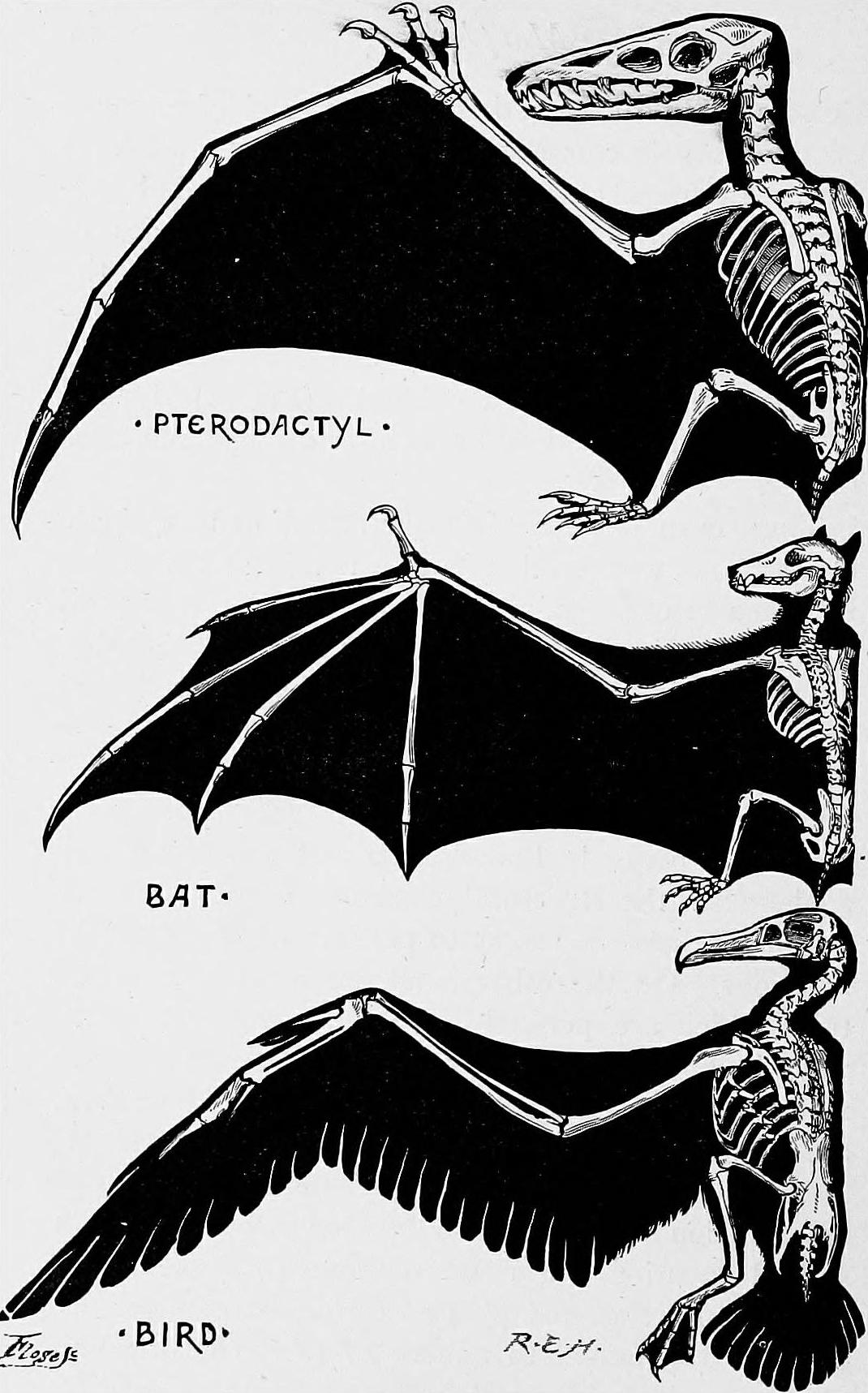
Evolution ermöglicht Anpassung an verschiedene oder ähnliche Lebensbedingungen (Konvergenz) durch hocheffiziente Selbstorganisation mit einem „Quäntchen Zufall“.

Werden die ontologischen Fragen (z. B. nach Grund und Sinn der Evolution) und die naturwissenschaftlich weniger genau untersuchbare Evolution des Bewusstseins ausgenommen, beruhen die modernen, auf Darwins Lehre aufbauenden Evolutionstheorien auf einem strengen physikalistischen Materialismus. Nach diesem herrschenden Paradigma in den Naturwissenschaften gelten grundsätzlich alle Phänomene der Natur als beschreibbare Folgen naturgesetzlicher Vorgänge, die weder göttliche Mächte noch geistige Eigenschaften der Welt benötigen, um selbstorganisiert abzulaufen. Seit der Anerkennung der Quantenmechanik wird mehrheitlich die Existenz nicht vorherberechenbarer „unscharfer“ Zustände angenommen, sodass hier hinreichende Gründe gegen eine mechanisch determinierte Entwicklung der makrophysikalischen Welt sprechen (wie sie noch aus dem Newtonschen Paradigma hergeleitet wurde).
Von Gegnern der Evolutionstheorie wird häufig bezweifelt, dass die enorme Komplexität der Welt auf „einzelne zufällige Ereignisse“ zurückzuführen sei. Dem Zufall würde im Evolutionsgeschehen eine zu große Bedeutung beigemessen. Noch bis zu Stephen Jay Gould gab es auch in der Biologie eine fast klischeehafte Trennung zwischen Zufall und Notwendigkeit. Es ist jedoch wichtig, zu differenzieren, was genau mit Zufall gemeint ist: So handelt es sich etwa bei zufälligen Mutationen, die zu positiven Veränderungen führen, niemals um ein Einzelereignis im individuellen Sinne, sondern um die gleiche Veränderung bei einer größeren Anzahl von Individuen einer Population. Eine Vielzahl an systemimmanenten Regelkreisen und Mechanismen „kanalisiert“ die Auswirkungen solcher Ereignisse. Es ist demnach – auch ohne die Annahme göttlichen Eingriffs – unangemessen, die hochkomplexe evolutionäre Selbstorganisation des Existenten für nur zufällig und gänzlich undeterminiert zu halten.
Allerdings weisen etliche Biologen – allen voran Ernst Mayr – darauf hin, dass Prozesse des Lebens oder der Evolution nicht auf die Gesetze der (physikalischen) Thermodynamik reduziert werden könnten, sondern überdies unabhängigen, originär biologischen Mechanismen unterlägen.

#### „Weicher Physikalismus“
Diese Annahme, dass jede Seinsebene (als Gegenstandsbereiche der Physik, Chemie, Biologie, Psychologie) Eigenschaften hervorbringt, die sich nicht allein mit den Mechanismen tieferer Ebenen erklären lassen, ist insbesondere in der Philosophie des Geistes anzutreffen, dessen immaterielle und naturgesetzlich nicht mehr erklärbaren Erscheinungsformen neue Erklärungsversuche notwendig machen. Jeder Autor, der akzeptiert werden will, sollte in irgendeiner Form eine – zumindest „weiche“ – Vereinbarkeit mit den physikalistischen Ansätzen herstellen. In Bezug auf die Evolution des Geistes gehen die meisten Hypothesen heute von einem Eigenschaftsdualismus aus, bei dem das Geistige als andersartige, aber dennoch abhängige Eigenschaft des Körperlichen betrachtet wird.
Auch wenn die große Mehrheit der gegenwärtigen Wissenschaftler und Philosophen davon ausgeht, dass selbst die Entstehung der menschlichen Psyche (aus einfacheren Vorläufern) eine Folge der biologischen Evolution ist, so existiert aufgrund ihrer prinzipiellen Unbeweisbarkeit keine allgemein anerkannte Hypothese.

##### Nicht-reduktiver Physikalismus
Die gängigste Erklärung für die evolutionäre Entstehung von Geist wird als nicht-reduktiver Physikalimsus (oder Moderner Emergentismus) bezeichnet: Die Vertreter solcher Theorien gehen davon aus, dass Geist irgendwann als emergentes Phänomen biochemischer Prozesse ab einem bestimmten Komplexitätsgrad vernetzter Zellen spontan aufgetaucht sei. Sie setzen voraus, dass einige Eigenschaften nicht auf physische Eigenschaften reduzierbar sind (Nicht-Reduktivität), der Physikalismus jedoch trotzdem wahr ist (Man rechnet mit einer späteren Erklärung dieser Beziehung). Wichtige Vertreter dieser Position sind etwa Daniel Dennett (siehe auch Kapitel #Universeller Darwinismus) und Arno Ros.

##### Panpsychismus
Kritiker verweisen darauf, dass die extreme Andersartigkeit des Geistigen eine „starke Emergenz“ (gänzlich unvorhersehbare, neue Eigenschaft) voraussetzen würde, was einem Wunder gleichkäme.
Bereits Ernst Haeckel oder Bernhard Rensch, aber auch Philosophen wie Alfred North Whitehead oder aktuell Patrick Spät vertreten hingegen panpsychistische Positionen, denen die Annahme gemeinsam ist, dass Geist – im Sinne einer „immateriellen Innerlichkeit, Fähigkeit oder Kraft“ – von Anfang an in jeglicher Materie vorhanden ist. Die Annahme zweier gegenseitig voneinander abhängiger Eigenschaften der Materie (physikalisch und psychisch) widerspricht dem Physikalismus allerdings fundamental. Würde diese Erklärung dennoch zutreffen, müsste der Evolutionsbegriff deutlich angepasst werden: Panpsychisten sehen bereits in der körperlichen Evolution eine wichtige Rolle des „geistigen Prinzips“ als Entscheider und Treiber.

##### Theistischer Naturalismus

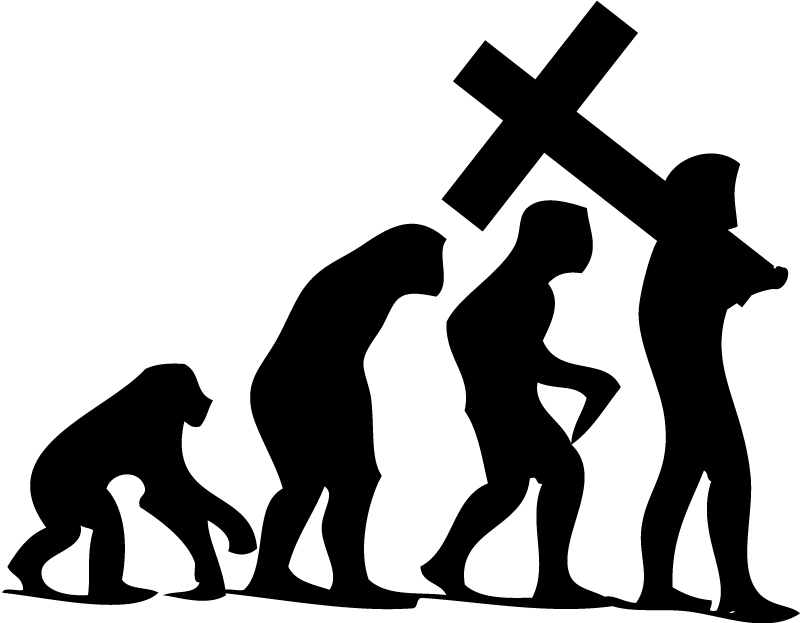
Versuche der Verknüpfung von Evolution und christlicher Religion

Auch der katholische Anthropologe und Philosoph Pierre Teilhard de Chardin vertrat einen Panpsychismus, verbunden mit der Vorstellung einer von Gott angestoßenen, zielgerichteten Evolution. Solche Weltanschauungen, die die metaphysischen Ursachen der Evolution nicht aussparen, sondern auf einen Gott verweisen, darüber hinaus aber alle Evolutionsmechanismen akzeptieren, werden als Theistische Evolution bezeichnet. Bedeutende Vertreter waren neben Teilhard Theodosius Dobzhansky, Otto Kleinschmidt und Albert Wigand.

### Kreationismus
Anders als theistische Evolutionisten beziehen sich Anhänger kreationistischer Vorstellungen in erster Linie auf die Schöpfungsmythen ihrer Religion (zumeist christlich, islamisch oder hinduistisch) und lehnen die Evolutionstheorie – wie auch die Trennung von Naturwissenschaft und Religion – mehr oder weniger ab. Sofern eine Evolution anerkannt wird, sei sie Teil eines „göttlichen Entwicklungsplans“. Sie begänne mit nicht verwandten, von Gott geschaffenen Grundtypen der Lebewesen, innerhalb derer Evolution und Artenbildung stattfände, evolutionäre Übergänge zwischen den Grundtypen seien aber nicht möglich. Der wissenschaftliche Evolutionsbegriff wird hier ad absurdum geführt.

#### Intelligent Design
In den 1980er Jahren entstand die Lehre Intelligent Design. Darin wird der Anschein erweckt, es würde sich um einen wissenschaftlich fundierten Gegenentwurf zur Evolutionstheorie handeln. Der Begriff der Evolution wird erheblich aufgeweicht, anstelle der Selbstorganisation, die vor allem mit Hilfe wahrscheinlichkeitstheoretischer Argumente abgelehnt wird, tritt eine übernatürliche Intelligenz bzw. ein „intelligenter Designer“, der nicht näher benannt wird. Die Vertreter erklären die Lebewesen zu von diesem Designer entworfenen Artefakten. Es werden gedankliche Argumente gegen die Evolutionstheorie geliefert, ohne sie empirisch zu überprüfen oder eine alternative Theorie vorzulegen.